# Convocazioni per il campionato mondiale di calcio 2022
Elenco dei giocatori convocati da ciascuna Nazionale partecipante al Campionato mondiale di calcio 2022.
L'età dei giocatori riportata è relativa al 20 novembre, data di inizio della manifestazione, il numero di presenze e gol al 14 novembre, data di presentazione delle liste.
Il simbolo  indica il capitano della squadra.

## Gruppo A

### Qatar
Commissario tecnico:  Félix Sánchez
Lista dei convocati resa nota l'11 novembre 2022.
| N. | Pos. | Giocatore         | Data nascita (età)          | Pres. | Reti | Squadra    |
| -- | ---- | ----------------- | --------------------------- | ----- | ---- | ---------- |
| 1  | P    | Saad Al Sheeb     | 19 febbraio 1990 (32 anni)  | 80    | 0    | Al-Sadd    |
| 2  | D    | Ró-Ró             | 6 agosto 1990 (32 anni)     | 80    | 1    | Al-Sadd    |
| 3  | D    | Abdelkarim Hassan | 28 agosto 1993 (29 anni)    | 130   | 15   | Al-Sadd    |
| 4  | C    | Mohammed Waad     | 18 settembre 1999 (23 anni) | 20    | 0    | Al-Sadd    |
| 5  | D    | Tarek Salman      | 5 dicembre 1997 (24 anni)   | 54    | 0    | Al-Sadd    |
| 6  | C    | Abdulaziz Hatem   | 28 ottobre 1990 (32 anni)   | 107   | 11   | Al-Rayyan  |
| 7  | A    | Ahmed Alaaeldin   | 31 gennaio 1993 (29 anni)   | 45    | 1    | Al-Gharafa |
| 8  | C    | Ali Assadalla     | 19 gennaio 1993 (29 anni)   | 58    | 12   | Al-Sadd    |
| 9  | A    | Mohammed Muntari  | 20 dicembre 1993 (28 anni)  | 49    | 12   | Al-Duhail  |
| 10 | A    | Hassan Al-Haidos  | 11 dicembre 1990 (31 anni)  | 169   | 36   | Al-Sadd    |
| 11 | A    | Akram Afif        | 18 novembre 1996 (26 anni)  | 90    | 26   | Al-Sadd    |
| 12 | C    | Karim Boudiaf     | 16 settembre 1990 (32 anni) | 108   | 5    | Al-Duhail  |
| 13 | D    | Musab Kheder      | 26 settembre 1993 (29 anni) | 29    | 0    | Al-Sadd    |
| 14 | D    | Homam Ahmed       | 25 agosto 1999 (23 anni)    | 27    | 2    | Al-Gharafa |
| 15 | D    | Bassam Hisham     | 16 dicembre 1997 (24 anni)  | 51    | 2    | Al-Duhail  |
| 16 | D    | Boualem Khoukhi   | 9 luglio 1990 (32 anni)     | 99    | 21   | Al-Sadd    |
| 17 | A    | Ismaeel Mohammad  | 5 aprile 1990 (32 anni)     | 66    | 4    | Al-Duhail  |
| 18 | A    | Khalid Muneer     | 24 febbraio 1998 (24 anni)  | 2     | 0    | Al-Wakrah  |
| 19 | A    | Almoez Ali        | 19 agosto 1996 (26 anni)    | 85    | 41   | Al-Duhail  |
| 20 | C    | Salem Al-Hajri    | 10 aprile 1996 (26 anni)    | 10    | 0    | Al-Sadd    |
| 21 | P    | Yousef Hassan     | 24 maggio 1996 (26 anni)    | 9     | -9   | Al-Gharafa |
| 22 | P    | Meshaal Barsham   | 14 febbraio 1998 (24 anni)  | 15    | -20  | Al-Sadd    |
| 23 | C    | Assim Madibo      | 22 ottobre 1996 (26 anni)   | 43    | 0    | Al-Duhail  |
| 24 | A    | Naif Al-Hadhrami  | 18 luglio 2001 (21 anni)    | 1     | 0    | Al-Rayyan  |
| 25 | D    | Jassem Gaber      | 20 febbraio 2002 (20 anni)  | 0     | 0    | Al-Arabi   |
| 26 | C    | Mostafa Meshaal   | 28 marzo 2001 (21 anni)     | 0     | 0    | Al-Sadd    |

### Ecuador
Commissario tecnico:  Gustavo Alfaro
Lista dei convocati resa nota il 14 novembre 2022.
| N. | Pos. | Giocatore           | Data nascita (età)          | Pres. | Reti | Squadra                 |
| -- | ---- | ------------------- | --------------------------- | ----- | ---- | ----------------------- |
| 1  | P    | Hernán Galíndez     | 30 marzo 1987 (35 anni)     | 12    | 0    | Aucas                   |
| 2  | D    | Félix Torres        | 11 gennaio 1997 (25 anni)   | 17    | 2    | Santos Laguna           |
| 3  | D    | Piero Hincapié      | 9 gennaio 2002 (20 anni)    | 21    | 1    | Bayer Leverkusen        |
| 4  | D    | Robert Arboleda     | 22 ottobre 1991 (31 anni)   | 33    | 2    | San Paolo               |
| 5  | C    | José Cifuentes      | 12 marzo 1999 (23 anni)     | 11    | 0    | Los Angeles FC          |
| 6  | D    | William Pacho       | 16 ottobre 2001 (21 anni)   | 0     | 0    | Anversa                 |
| 7  | D    | Pervis Estupiñán    | 21 gennaio 1998 (24 anni)   | 28    | 3    | Brighton                |
| 8  | C    | Carlos Gruezo       | 19 aprile 1995 (27 anni)    | 45    | 1    | Augusta                 |
| 9  | A    | Ayrton Preciado     | 17 luglio 1994 (28 anni)    | 25    | 3    | Santos Laguna           |
| 10 | A    | Romario Ibarra      | 24 settembre 1994 (28 anni) | 25    | 3    | Pachuca                 |
| 11 | A    | Michael Estrada     | 7 aprile 1996 (26 anni)     | 35    | 8    | Cruz Azul               |
| 12 | P    | Moisés Ramírez      | 9 settembre 2000 (22 anni)  | 2     | 0    | Independiente del Valle |
| 13 | A    | Enner Valencia      | 4 novembre 1989 (33 anni)   | 74    | 35   | Fenerbahçe              |
| 14 | D    | Xavier Arreaga      | 28 settembre 1994 (28 anni) | 18    | 1    | Seattle Sounders        |
| 15 | C    | Ángel Mena          | 21 gennaio 1988 (34 anni)   | 46    | 7    | León                    |
| 16 | C    | Jeremy Sarmiento    | 16 giugno 2002 (20 anni)    | 9     | 0    | Brighton                |
| 17 | D    | Angelo Preciado     | 18 febbraio 1998 (24 anni)  | 25    | 0    | Genk                    |
| 18 | D    | Diego Palacios      | 12 luglio 1999 (23 anni)    | 12    | 0    | Los Angeles FC          |
| 19 | C    | Gonzalo Plata       | 1º novembre 2000 (22 anni)  | 30    | 5    | Real Valladolid         |
| 20 | C    | Sebas Méndez        | 26 aprile 1997 (25 anni)    | 32    | 0    | Los Angeles FC          |
| 21 | C    | Alan Franco         | 21 agosto 1998 (24 anni)    | 25    | 1    | Talleres (C)            |
| 22 | P    | Alexander Domínguez | 5 giugno 1987 (35 anni)     | 68    | 0    | LDU Quito               |
| 23 | C    | Moisés Caicedo      | 2 novembre 2001 (21 anni)   | 25    | 2    | Brighton                |
| 24 | A    | Djorkaeff Reasco    | 18 gennaio 1999 (23 anni)   | 4     | 0    | Newell's Old Boys       |
| 25 | D    | Jackson Porozo      | 4 agosto 2000 (22 anni)     | 5     | 0    | Troyes                  |
| 26 | C    | Kevin Rodríguez     | 4 marzo 2000 (22 anni)      | 1     | 0    | Imbabura                |

### Senegal
Commissario tecnico:  Aliou Cissé
Lista dei convocati resa nota l'11 novembre 2022. Il 17 novembre Sadio Mané viene escluso dalla lista per infortunio, venendo sostituito il 20 novembre da Moussa N'Diaye.
| N. | Pos. | Giocatore         | Data nascita (età)          | Pres. | Reti | Squadra             |
| -- | ---- | ----------------- | --------------------------- | ----- | ---- | ------------------- |
| 1  | P    | Seny Dieng        | 23 novembre 1994 (27 anni)  | 4     | -2   | QPR                 |
| 2  | D    | Formose Mendy     | 2 gennaio 2001 (21 anni)    | 2     | 0    | Amiens              |
| 3  | D    | Kalidou Koulibaly | 20 giugno 1991 (31 anni)    | 63    | 0    | Chelsea             |
| 4  | D    | Pape Abou Cissé   | 14 settembre 1995 (27 anni) | 13    | 1    | Olympiacos          |
| 5  | C    | Idrissa Gueye     | 26 settembre 1989 (33 anni) | 95    | 7    | Paris Saint-Germain |
| 6  | C    | Nampalys Mendy    | 23 giugno 1992 (30 anni)    | 19    | 0    | Leicester City      |
| 7  | A    | Nicolas Jackson   | 20 giugno 2001 (21 anni)    | 0     | 0    | Villarreal          |
| 8  | C    | Cheikhou Kouyaté  | 21 dicembre 1989 (32 anni)  | 82    | 4    | Crystal Palace      |
| 9  | A    | Boulaye Dia       | 16 novembre 1996 (26 anni)  | 19    | 3    | Salernitana         |
| 10 | D    | Moussa N'Diaye    | 18 giugno 2002 (20 anni)    | 0     | 0    | Anderlecht          |
| 11 | C    | Pathé Ciss        | 16 marzo 1994 (28 anni)     | 0     | 0    | Rayo Vallecano      |
| 12 | D    | Fodé Ballo-Touré  | 3 gennaio 1997 (25 anni)    | 14    | 0    | Milan               |
| 13 | A    | Iliman Ndiaye     | 6 marzo 2000 (22 anni)      | 2     | 0    | Sheffield Utd       |
| 14 | D    | Ismail Jakobs     | 17 agosto 1999 (23 anni)    | 1     | 0    | Monaco              |
| 15 | C    | Krépin Diatta     | 25 febbraio 1999 (23 anni)  | 26    | 2    | Monaco              |
| 16 | P    | Edouard Mendy     | 1º marzo 1992 (30 anni)     | 25    | -10  | Chelsea             |
| 17 | C    | Pape Matar Sarr   | 14 settembre 2002 (20 anni) | 10    | 0    | Metz                |
| 18 | A    | Ismaïla Sarr      | 25 febbraio 1998 (24 anni)  | 47    | 10   | Watford             |
| 19 | A    | Famara Diedhiou   | 15 dicembre 1992 (29 anni)  | 25    | 10   | Alanyaspor          |
| 20 | A    | Bamba Dieng       | 23 marzo 2000 (22 anni)     | 13    | 1    | Olympique Marsiglia |
| 21 | D    | Youssouf Sabaly   | 5 marzo 1993 (29 anni)      | 24    | 0    | Real Betis          |
| 22 | D    | Abdou Diallo      | 4 maggio 1996 (26 anni)     | 18    | 2    | Paris Saint-Germain |
| 23 | P    | Alfred Gomis      | 5 settembre 1993 (29 anni)  | 13    | -7   | Rennes              |
| 24 | C    | Moustapha Name    | 5 maggio 1995 (27 anni)     | 5     | 0    | Paris FC            |
| 25 | C    | Loum N'Diaye      | 30 dicembre 1996 (25 anni)  | 3     | 0    | Alavés              |
| 26 | C    | Pape Gueye        | 24 gennaio 1999 (23 anni)   | 11    | 0    | Olympique Marsiglia |

### Paesi Bassi
Commissario tecnico:  Louis van Gaal
La lista dei convocati è stata resa nota l'11 novembre 2022.
| N. | Pos. | Giocatore        | Data nascita (età)          | Pres. | Reti | Squadra          |
| -- | ---- | ---------------- | --------------------------- | ----- | ---- | ---------------- |
| 1  | P    | Remko Pasveer    | 8 novembre 1983 (39 anni)   | 2     | 0    | Ajax             |
| 2  | D    | Jurriën Timber   | 17 giugno 2001 (21 anni)    | 10    | 0    | Ajax             |
| 3  | D    | Matthijs de Ligt | 12 agosto 1999 (23 anni)    | 38    | 2    | Bayern Monaco    |
| 4  | D    | Virgil van Dijk  | 8 luglio 1991 (31 anni)     | 49    | 6    | Liverpool        |
| 5  | D    | Nathan Aké       | 18 febbraio 1995 (27 anni)  | 29    | 3    | Manchester City  |
| 6  | D    | Stefan de Vrij   | 5 febbraio 1992 (30 anni)   | 59    | 3    | Inter            |
| 7  | A    | Steven Bergwijn  | 8 ottobre 1997 (25 anni)    | 24    | 7    | Ajax             |
| 8  | A    | Cody Gakpo       | 7 maggio 1999 (23 anni)     | 9     | 3    | PSV              |
| 9  | A    | Luuk de Jong     | 27 agosto 1990 (32 anni)    | 38    | 8    | PSV              |
| 10 | A    | Memphis Depay    | 13 febbraio 1994 (28 anni)  | 81    | 42   | Barcellona       |
| 11 | C    | Steven Berghuis  | 19 dicembre 1991 (30 anni)  | 39    | 2    | Ajax             |
| 12 | A    | Noa Lang         | 17 giugno 1999 (23 anni)    | 5     | 1    | Club Bruges      |
| 13 | P    | Justin Bijlow    | 22 gennaio 1998 (24 anni)   | 6     | 0    | Feyenoord        |
| 14 | C    | Davy Klaassen    | 21 febbraio 1993 (29 anni)  | 35    | 9    | Ajax             |
| 15 | C    | Marten de Roon   | 29 marzo 1991 (31 anni)     | 30    | 0    | Atalanta         |
| 16 | D    | Tyrell Malacia   | 17 settembre 1999 (23 anni) | 6     | 0    | Manchester Utd   |
| 17 | D    | Daley Blind      | 9 marzo 1990 (32 anni)      | 94    | 2    | Ajax             |
| 18 | A    | Vincent Janssen  | 15 giugno 1994 (28 anni)    | 20    | 7    | Anversa          |
| 19 | A    | Wout Weghorst    | 7 agosto 1992 (30 anni)     | 15    | 3    | Beşiktaş         |
| 20 | C    | Teun Koopmeiners | 28 febbraio 1998 (24 anni)  | 10    | 1    | Atalanta         |
| 21 | C    | Frenkie de Jong  | 12 maggio 1997 (25 anni)    | 45    | 1    | Barcellona       |
| 22 | D    | Denzel Dumfries  | 18 aprile 1996 (26 anni)    | 37    | 5    | Inter            |
| 23 | P    | Andries Noppert  | 7 aprile 1994 (28 anni)     | 0     | 0    | Heerenveen       |
| 24 | C    | Kenneth Taylor   | 16 maggio 2002 (20 anni)    | 2     | 0    | Ajax             |
| 25 | C    | Xavi Simons      | 21 aprile 2003 (19 anni)    | 0     | 0    | PSV              |
| 26 | D    | Jeremie Frimpong | 10 dicembre 2000 (21 anni)  | 0     | 0    | Bayer Leverkusen |

## Gruppo B

### Inghilterra
Commissario tecnico:  Gareth Southgate
Lista dei convocati resa nota il 10 novembre 2022.
| N. | Pos. | Giocatore              | Data nascita (età)          | Pres. | Reti | Squadra           |
| -- | ---- | ---------------------- | --------------------------- | ----- | ---- | ----------------- |
| 1  | P    | Jordan Pickford        | 7 marzo 1994 (28 anni)      | 45    | -34  | Everton           |
| 2  | D    | Kyle Walker            | 28 maggio 1990 (32 anni)    | 70    | 0    | Manchester City   |
| 3  | D    | Luke Shaw              | 12 luglio 1995 (27 anni)    | 23    | 3    | Manchester Utd    |
| 4  | C    | Declan Rice            | 14 gennaio 1999 (23 anni)   | 34    | 2    | West Ham Utd      |
| 5  | D    | John Stones            | 28 maggio 1994 (28 anni)    | 59    | 3    | Manchester City   |
| 6  | D    | Harry Maguire          | 5 marzo 1993 (29 anni)      | 48    | 7    | Manchester Utd    |
| 7  | A    | Jack Grealish          | 10 settembre 1995 (27 anni) | 24    | 1    | Manchester City   |
| 8  | C    | Jordan Henderson       | 17 giugno 1990 (32 anni)    | 70    | 2    | Liverpool         |
| 9  | A    | Harry Kane             | 28 luglio 1993 (29 anni)    | 75    | 51   | Tottenham         |
| 10 | A    | Raheem Sterling        | 8 dicembre 1994 (27 anni)   | 79    | 19   | Chelsea           |
| 11 | A    | Marcus Rashford        | 31 ottobre 1997 (25 anni)   | 46    | 12   | Manchester Utd    |
| 12 | D    | Kieran Trippier        | 19 settembre 1990 (32 anni) | 37    | 1    | Newcastle Utd     |
| 13 | P    | Nick Pope              | 18 aprile 1992 (30 anni)    | 10    | -5   | Newcastle Utd     |
| 14 | C    | Kalvin Phillips        | 2 dicembre 1995 (26 anni)   | 23    | 0    | Manchester City   |
| 15 | D    | Eric Dier              | 15 gennaio 1994 (28 anni)   | 47    | 3    | Tottenham         |
| 16 | D    | Conor Coady            | 25 febbraio 1993 (29 anni)  | 10    | 1    | Everton           |
| 17 | A    | Bukayo Saka            | 5 settembre 2001 (21 anni)  | 20    | 4    | Arsenal           |
| 18 | D    | Trent Alexander-Arnold | 7 ottobre 1998 (24 anni)    | 17    | 1    | Liverpool         |
| 19 | C    | Mason Mount            | 10 gennaio 1999 (23 anni)   | 32    | 5    | Chelsea           |
| 20 | A    | Phil Foden             | 28 maggio 2000 (22 anni)    | 18    | 2    | Manchester City   |
| 21 | D    | Ben White              | 8 ottobre 1997 (25 anni)    | 4     | 0    | Arsenal           |
| 22 | C    | Jude Bellingham        | 29 giugno 2003 (19 anni)    | 17    | 0    | Borussia Dortmund |
| 23 | P    | Aaron Ramsdale         | 14 maggio 1998 (24 anni)    | 3     | -4   | Arsenal           |
| 24 | A    | Callum Wilson          | 27 febbraio 1992 (30 anni)  | 4     | 1    | Newcastle Utd     |
| 25 | C    | James Maddison         | 13 novembre 1996 (26 anni)  | 1     | 0    | Leicester City    |
| 26 | C    | Conor Gallagher        | 6 febbraio 2000 (22 anni)   | 4     | 0    | Chelsea           |

### Iran
Commissario tecnico:  Carlos Queiroz
Lista dei convocati resa nota il 13 novembre 2022.
| N. | Pos. | Giocatore              | Data nascita (età)          | Pres. | Reti | Squadra          |
| -- | ---- | ---------------------- | --------------------------- | ----- | ---- | ---------------- |
| 1  | P    | Alireza Beiranvand     | 21 settembre 1992 (30 anni) | 52    | -23  | Persepolis       |
| 2  | D    | Sadegh Moharrami       | 24 marzo 1996 (26 anni)     | 21    | 0    | Dinamo Zagabria  |
| 3  | D    | Ehsan Hajsafi          | 25 febbraio 1990 (32 anni)  | 121   | 7    | AEK Atene        |
| 4  | D    | Shoja Khalilzadeh      | 31 maggio 1989 (33 anni)    | 25    | 1    | Al-Ahli Doha     |
| 5  | D    | Milad Mohammadi        | 29 settembre 1993 (29 anni) | 45    | 1    | AEK Atene        |
| 6  | C    | Saeid Ezatolahi        | 1º ottobre 1996 (26 anni)   | 47    | 1    | Vejle            |
| 7  | C    | Alireza Jahanbakhsh    | 11 agosto 1993 (29 anni)    | 64    | 13   | Feyenoord        |
| 8  | D    | Morteza Pouraliganji   | 19 aprile 1992 (30 anni)    | 46    | 3    | Persepolis       |
| 9  | A    | Mehdi Taremi           | 18 luglio 1992 (30 anni)    | 60    | 28   | Porto            |
| 10 | A    | Karim Ansarifard       | 3 aprile 1990 (32 anni)     | 94    | 29   | Omonia           |
| 11 | C    | Vahid Amiri            | 2 aprile 1988 (34 anni)     | 68    | 2    | Persepolis       |
| 12 | P    | Payam Niazmand         | 6 aprile 1995 (27 anni)     | 1     | 0    | Sepahan          |
| 13 | D    | Hossein Kanaanizadegan | 23 marzo 1994 (28 anni)     | 35    | 2    | Al-Ahli Doha     |
| 14 | C    | Saman Ghoddos          | 6 settembre 1993 (29 anni)  | 33    | 2    | Brentford        |
| 15 | D    | Rouzbeh Cheshmi        | 24 luglio 1993 (29 anni)    | 19    | 1    | Esteghlal        |
| 16 | C    | Mehdi Torabi           | 10 settembre 1994 (28 anni) | 36    | 6    | Persepolis       |
| 17 | C    | Ali Gholizadeh         | 10 marzo 1996 (26 anni)     | 26    | 6    | Charleroi        |
| 18 | C    | Ali Karimi             | 11 febbraio 1994 (28 anni)  | 13    | 0    | Kayserispor      |
| 19 | D    | Majid Hosseini         | 20 giugno 1996 (26 anni)    | 18    | 0    | Kayserispor      |
| 20 | A    | Sardar Azmoun          | 1º gennaio 1995 (27 anni)   | 65    | 41   | Bayer Leverkusen |
| 21 | C    | Ahmad Nourollahi       | 2 gennaio 1993 (29 anni)    | 26    | 3    | Shabab Al-Ahli   |
| 22 | P    | Amir Abedzadeh         | 26 aprile 1993 (29 anni)    | 11    | 0    | Ponferradina     |
| 23 | D    | Ramin Rezaian          | 21 marzo 1990 (32 anni)     | 46    | 2    | Sepahan          |
| 24 | P    | Hossein Hosseini       | 30 maggio 1992 (30 anni)    | 6     | -2   | Esteghlal        |
| 25 | D    | Abolfazl Jalali        | 26 giugno 1998 (24 anni)    | 3     | 0    | Esteghlal        |

### Stati Uniti
Commissario tecnico:  Gregg Berhalter
Lista dei convocati resa nota il 9 novembre 2022.
| N. | Pos. | Giocatore              | Data nascita (età)          | Pres. | Reti | Squadra             |
| -- | ---- | ---------------------- | --------------------------- | ----- | ---- | ------------------- |
| 1  | P    | Matt Turner            | 24 giugno 1994 (28 anni)    | 20    | -8   | Arsenal             |
| 2  | D    | Sergiño Dest           | 3 novembre 2000 (22 anni)   | 19    | 2    | Milan               |
| 3  | D    | Walker Zimmerman       | 19 maggio 1993 (29 anni)    | 33    | 3    | Nashville           |
| 4  | C    | Tyler Adams            | 14 febbraio 1999 (23 anni)  | 32    | 1    | Leeds Utd           |
| 5  | D    | Antonee Robinson       | 8 agosto 1997 (25 anni)     | 29    | 2    | Fulham              |
| 6  | C    | Yunus Musah            | 29 novembre 2002 (19 anni)  | 19    | 0    | Valencia            |
| 7  | A    | Giovanni Reyna         | 13 novembre 2002 (20 anni)  | 14    | 4    | Borussia Dortmund   |
| 8  | C    | Weston McKennie        | 28 luglio 1998 (24 anni)    | 37    | 9    | Juventus            |
| 9  | A    | Jesús Ferreira         | 24 dicembre 2000 (21 anni)  | 15    | 7    | FC Dallas           |
| 10 | A    | Christian Pulisic      | 18 settembre 1998 (24 anni) | 52    | 21   | Chelsea             |
| 11 | C    | Brenden Aaronson       | 22 ottobre 2000 (22 anni)   | 24    | 6    | Leeds Utd           |
| 12 | P    | Ethan Horvath          | 9 giugno 1995 (27 anni)     | 8     | -6   | Luton Town          |
| 13 | D    | Tim Ream               | 5 ottobre 1987 (35 anni)    | 46    | 1    | Fulham              |
| 14 | C    | Luca de la Torre       | 23 maggio 1998 (24 anni)    | 12    | 0    | Celta Vigo          |
| 15 | D    | Aaron Long             | 12 ottobre 1992 (30 anni)   | 29    | 3    | N.Y. Red Bulls      |
| 16 | A    | Jordan Morris          | 26 ottobre 1994 (28 anni)   | 49    | 11   | Seattle Sounders    |
| 17 | C    | Cristian Roldan        | 3 giugno 1995 (27 anni)     | 32    | 0    | Seattle Sounders    |
| 18 | D    | Shaquell Moore         | 2 novembre 1996 (26 anni)   | 15    | 1    | Nashville           |
| 19 | A    | Haji Wright            | 27 marzo 1998 (24 anni)     | 3     | 1    | Antalyaspor         |
| 20 | D    | Cameron Carter-Vickers | 31 dicembre 1997 (24 anni)  | 11    | 0    | Celtic              |
| 21 | A    | Timothy Weah           | 22 febbraio 2000 (22 anni)  | 25    | 3    | Lilla               |
| 22 | D    | DeAndre Yedlin         | 9 luglio 1993 (29 anni)     | 74    | 0    | Inter Miami         |
| 23 | C    | Kellyn Acosta          | 24 luglio 1995 (27 anni)    | 53    | 2    | Los Angeles FC      |
| 24 | A    | Josh Sargent           | 20 febbraio 2000 (22 anni)  | 20    | 5    | Norwich City        |
| 25 | P    | Sean Johnson           | 31 maggio 1989 (33 anni)    | 10    | -1   | New York City       |
| 26 | D    | Joe Scally             | 31 dicembre 2002 (19 anni)  | 3     | 0    | Borussia M'gladbach |

### Galles
Commissario tecnico:  Robert Page
Lista dei convocati resa nota il 9 novembre 2022.
| N. | Pos. | Giocatore       | Data nascita (età)          | Pres. | Reti | Squadra           |
| -- | ---- | --------------- | --------------------------- | ----- | ---- | ----------------- |
| 1  | P    | Wayne Hennessey | 24 gennaio 1987 (35 anni)   | 106   | -96  | Nottingham Forest |
| 2  | D    | Chris Gunter    | 21 luglio 1989 (33 anni)    | 109   | 0    | AFC Wimbledon     |
| 3  | D    | Neco Williams   | 13 aprile 2001 (21 anni)    | 23    | 2    | Nottingham Forest |
| 4  | D    | Ben Davies      | 24 aprile 1993 (29 anni)    | 74    | 1    | Tottenham         |
| 5  | D    | Chris Mepham    | 5 novembre 1997 (25 anni)   | 33    | 0    | Bournemouth       |
| 6  | D    | Joe Rodon       | 22 ottobre 1997 (25 anni)   | 30    | 0    | Rennes            |
| 7  | C    | Joe Allen       | 14 marzo 1990 (32 anni)     | 72    | 2    | Swansea City      |
| 8  | C    | Harry Wilson    | 22 marzo 1997 (25 anni)     | 39    | 5    | Fulham            |
| 9  | A    | Brennan Johnson | 3 maggio 2001 (21 anni)     | 15    | 2    | Nottingham Forest |
| 10 | C    | Aaron Ramsey    | 26 dicembre 1990 (31 anni)  | 75    | 20   | Nizza             |
| 11 | A    | Gareth Bale     | 16 luglio 1989 (33 anni)    | 108   | 40   | Los Angeles FC    |
| 12 | P    | Danny Ward      | 22 giugno 1993 (29 anni)    | 26    | -25  | Leicester City    |
| 13 | A    | Kieffer Moore   | 8 agosto 1992 (30 anni)     | 28    | 9    | Bournemouth       |
| 14 | D    | Connor Roberts  | 23 settembre 1995 (27 anni) | 41    | 3    | Burnley           |
| 15 | D    | Ethan Ampadu    | 14 settembre 2000 (22 anni) | 37    | 0    | Spezia            |
| 16 | C    | Joe Morrell     | 3 gennaio 1997 (25 anni)    | 30    | 0    | Portsmouth        |
| 17 | D    | Tom Lockyer     | 3 dicembre 1994 (27 anni)   | 14    | 0    | Luton Town        |
| 18 | C    | Peter Williams  | 9 ottobre 1993 (29 anni)    | 33    | 2    | Swindon Town      |
| 19 | A    | Mark Harris     | 29 dicembre 1998 (23 anni)  | 5     | 0    | Cardiff City      |
| 20 | A    | Daniel James    | 10 novembre 1997 (25 anni)  | 38    | 5    | Fulham            |
| 21 | P    | Adam Davies     | 17 luglio 1992 (30 anni)    | 4     | -2   | Sheffield Utd     |
| 22 | C    | Sorba Thomas    | 25 gennaio 1999 (23 anni)   | 6     | 0    | Huddersfield Town |
| 23 | C    | Dylan Levitt    | 17 novembre 2000 (22 anni)  | 13    | 0    | Dundee Utd        |
| 24 | D    | Ben Cabango     | 30 maggio 2000 (22 anni)    | 5     | 0    | Swansea City      |
| 25 | C    | Rubin Colwill   | 22 aprile 2002 (20 anni)    | 7     | 1    | Cardiff City      |
| 26 | C    | Matt Smith      | 22 novembre 1999 (22 anni)  | 19    | 0    | MK Dons           |

## Gruppo C

### Argentina
Commissario tecnico:  Lionel Scaloni
Lista dei convocati resa nota l'11 novembre 2022. Il 17 novembre Nicolás González viene escluso per infortunio e al suo posto viene convocato Ángel Correa. Nello stesso giorno viene escluso anche Joaquín Correa per infortunio, venendo sostituito da Thiago Almada.
| N. | Pos. | Giocatore           | Data nascita (età)         | Pres. | Reti | Squadra             |
| -- | ---- | ------------------- | -------------------------- | ----- | ---- | ------------------- |
| 1  | P    | Franco Armani       | 16 ottobre 1986 (36 anni)  | 18    | -18  | River Plate         |
| 2  | D    | Juan Foyth          | 12 gennaio 1998 (24 anni)  | 15    | 0    | Villarreal          |
| 3  | D    | Nicolás Tagliafico  | 31 agosto 1992 (30 anni)   | 42    | 0    | Olympique Lione     |
| 4  | D    | Gonzalo Montiel     | 1º gennaio 1997 (25 anni)  | 17    | 0    | Siviglia            |
| 5  | C    | Leandro Paredes     | 29 giugno 1994 (28 anni)   | 45    | 4    | Juventus            |
| 6  | D    | Germán Pezzella     | 27 giugno 1991 (31 anni)   | 31    | 2    | Real Betis          |
| 7  | C    | Rodrigo de Paul     | 24 maggio 1994 (28 anni)   | 43    | 2    | Atlético Madrid     |
| 8  | D    | Marcos Acuña        | 28 ottobre 1991 (31 anni)  | 42    | 0    | Siviglia            |
| 9  | A    | Julián Álvarez      | 31 gennaio 2000 (22 anni)  | 10    | 2    | Manchester City     |
| 10 | A    | Lionel Messi        | 24 giugno 1987 (35 anni)   | 164   | 90   | Paris Saint-Germain |
| 11 | A    | Ángel Di María      | 14 febbraio 1988 (34 anni) | 123   | 25   | Juventus            |
| 12 | P    | Gerónimo Rulli      | 30 novembre 1992 (29 anni) | 4     | -1   | Villarreal          |
| 13 | D    | Cristian Romero     | 27 aprile 1998 (24 anni)   | 12    | 0    | Tottenham           |
| 14 | C    | Exequiel Palacios   | 5 ottobre 1998 (24 anni)   | 20    | 0    | Bayer Leverkusen    |
| 15 | A    | Ángel Correa        | 9 marzo 1995 (27 anni)     | 22    | 3    | Atlético Madrid     |
| 16 | A    | Thiago Almada       | 26 aprile 2001 (21 anni)   | 1     | 0    | Atlanta United      |
| 17 | C    | Alejandro Gómez     | 15 febbraio 1988 (34 anni) | 15    | 3    | Siviglia            |
| 18 | C    | Guido Rodríguez     | 12 aprile 1994 (28 anni)   | 25    | 1    | Real Betis          |
| 19 | D    | Nicolás Otamendi    | 12 febbraio 1988 (34 anni) | 92    | 4    | Benfica             |
| 20 | C    | Alexis Mac Allister | 24 dicembre 1998 (23 anni) | 7     | 0    | Brighton            |
| 21 | A    | Paulo Dybala        | 15 novembre 1993 (29 anni) | 34    | 3    | Roma                |
| 22 | A    | Lautaro Martínez    | 22 agosto 1997 (25 anni)   | 40    | 21   | Inter               |
| 23 | P    | Emiliano Martínez   | 2 settembre 1992 (30 anni) | 18    | -5   | Aston Villa         |
| 24 | C    | Enzo Fernández      | 17 gennaio 2001 (21 anni)  | 2     | 0    | Benfica             |
| 25 | D    | Lisandro Martínez   | 18 gennaio 1998 (24 anni)  | 9     | 0    | Manchester Utd      |
| 26 | D    | Nahuel Molina       | 6 aprile 1998 (24 anni)    | 19    | 0    | Atlético Madrid     |

### Arabia Saudita
Commissario tecnico:  Hervé Renard
Lista dei convocati resa nota l'11 novembre 2022. Il 13 novembre Fahad Al-Muwallad è stato sospeso per doping ed al suo posto è stato convocato Nawaf Al-Abed.
| N. | Pos. | Giocatore            | Data nascita (età)          | Pres. | Reti | Squadra    |
| -- | ---- | -------------------- | --------------------------- | ----- | ---- | ---------- |
| 1  | P    | Mohammed Al-Rubaie   | 14 agosto 1997 (25 anni)    | 6     | 0    | Al-Ahli    |
| 2  | D    | Sultan Al-Ghanam     | 6 maggio 1994 (28 anni)     | 23    | 0    | Al-Nassr   |
| 3  | D    | Abdullah Madu        | 15 luglio 1993 (29 anni)    | 12    | 0    | Al-Nassr   |
| 4  | D    | Abdulelah Al-Amri    | 15 gennaio 1997 (25 anni)   | 14    | 1    | Al-Nassr   |
| 5  | D    | Ali Al-Bulaihi       | 21 novembre 1989 (32 anni)  | 32    | 0    | Al-Hilal   |
| 6  | D    | Mohammed Al-Breik    | 15 settembre 1992 (30 anni) | 35    | 1    | Al-Hilal   |
| 7  | C    | Salman Al-Faraj      | 1º agosto 1989 (33 anni)    | 68    | 8    | Al-Hilal   |
| 8  | C    | Abdulellah Al-Malki  | 11 ottobre 1994 (28 anni)   | 21    | 0    | Al-Hilal   |
| 9  | A    | Firas Al-Buraikan    | 14 maggio 2000 (22 anni)    | 24    | 6    | Al-Fateh   |
| 10 | C    | Salem Al-Dossari     | 19 agosto 1991 (31 anni)    | 66    | 17   | Al-Hilal   |
| 11 | A    | Saleh Al-Shehri      | 1º novembre 1993 (29 anni)  | 16    | 8    | Al-Hilal   |
| 12 | D    | Saud Abdulhamid      | 18 luglio 1999 (23 anni)    | 17    | 0    | Al-Hilal   |
| 13 | D    | Yasir Al-Shahrani    | 25 maggio 1992 (30 anni)    | 70    | 2    | Al-Hilal   |
| 14 | C    | Abdullah Otayf       | 3 agosto 1992 (30 anni)     | 44    | 1    | Al-Hilal   |
| 15 | C    | Ali Al-Hassan        | 4 marzo 1997 (25 anni)      | 9     | 1    | Al-Nassr   |
| 16 | C    | Sami Al-Najei        | 7 febbraio 1997 (25 anni)   | 15    | 2    | Al-Nassr   |
| 17 | D    | Hassan Al-Tambakti   | 9 febbraio 1999 (23 anni)   | 14    | 0    | Al-Shabab  |
| 18 | C    | Nawaf Al-Abed        | 26 gennaio 1990 (32 anni)   | 54    | 8    | Al-Shabab  |
| 19 | C    | Hattan Bahebri       | 16 luglio 1992 (30 anni)    | 37    | 4    | Al-Shabab  |
| 20 | C    | Abdulrahman Al-Aboud | 1º giugno 1995 (27 anni)    | 2     | 0    | Al-Ittihad |
| 21 | P    | Mohammed Al-Owais    | 10 ottobre 1991 (31 anni)   | 37    | 0    | Al-Hilal   |
| 22 | P    | Nawaf Al-Aqidi       | 10 maggio 2000 (22 anni)    | 0     | 0    | Al-Nassr   |
| 23 | C    | Mohamed Kanno        | 22 settembre 1994 (28 anni) | 33    | 1    | Al-Hilal   |
| 24 | C    | Nasser Al-Dawsari    | 19 dicembre 1998 (23 anni)  | 8     | 0    | Al-Hilal   |
| 25 | A    | Haitham Asiri        | 25 marzo 2001 (21 anni)     | 4     | 0    | Al-Ahli    |
| 26 | C    | Riyadh Sharahili     | 28 aprile 1993 (29 anni)    | 2     | 0    | Abha       |

### Messico
Commissario tecnico:  Gerardo Martino
Lista dei convocati resa nota il 14 novembre 2022.
| N. | Pos. | Giocatore          | Data nascita (età)          | Pres. | Reti | Squadra        |
| -- | ---- | ------------------ | --------------------------- | ----- | ---- | -------------- |
| 1  | P    | Alfredo Talavera   | 18 settembre 1982 (40 anni) | 40    | -23  | Juárez         |
| 2  | D    | Néstor Araujo      | 29 agosto 1991 (31 anni)    | 62    | 3    | América        |
| 3  | D    | César Montes       | 24 febbraio 1997 (25 anni)  | 30    | 1    | Monterrey      |
| 4  | C    | Edson Álvarez      | 24 ottobre 1997 (25 anni)   | 59    | 3    | Ajax           |
| 5  | D    | Johan Vásquez      | 22 ottobre 1998 (24 anni)   | 6     | 0    | Cremonese      |
| 6  | D    | Gerardo Arteaga    | 7 settembre 1998 (24 anni)  | 16    | 1    | Genk           |
| 7  | C    | Luis Romo          | 5 giugno 1995 (27 anni)     | 26    | 1    | Monterrey      |
| 8  | C    | Carlos Rodríguez   | 3 gennaio 1997 (25 anni)    | 36    | 0    | Cruz Azul      |
| 9  | A    | Raúl Jiménez       | 5 maggio 1991 (31 anni)     | 97    | 30   | Wolverhampton  |
| 10 | A    | Alexis Vega        | 25 novembre 1997 (24 anni)  | 22    | 5    | Guadalajara    |
| 11 | A    | Rogelio Funes Mori | 5 marzo 1991 (31 anni)      | 16    | 6    | Monterrey      |
| 12 | P    | Rodolfo Cota       | 3 luglio 1987 (35 anni)     | 8     | -7   | León           |
| 13 | P    | Guillermo Ochoa    | 13 luglio 1985 (37 anni)    | 131   | -129 | América        |
| 14 | C    | Érick Gutiérrez    | 15 giugno 1995 (27 anni)    | 34    | 1    | PSV            |
| 15 | D    | Héctor Moreno      | 17 gennaio 1988 (34 anni)   | 127   | 5    | Monterrey      |
| 16 | C    | Héctor Herrera     | 19 aprile 1990 (32 anni)    | 101   | 10   | Houston Dynamo |
| 17 | C    | Orbelín Pineda     | 24 marzo 1996 (26 anni)     | 50    | 6    | AEK Atene      |
| 18 | C    | Andrés Guardado    | 28 settembre 1986 (36 anni) | 179   | 28   | Real Betis     |
| 19 | D    | Jorge Sánchez      | 10 dicembre 1997 (24 anni)  | 25    | 1    | Ajax           |
| 20 | A    | Henry Martín       | 18 novembre 1992 (30 anni)  | 26    | 6    | América        |
| 21 | A    | Uriel Antuna       | 21 agosto 1997 (25 anni)    | 36    | 10   | Cruz Azul      |
| 22 | A    | Hirving Lozano     | 30 luglio 1995 (27 anni)    | 59    | 16   | Napoli         |
| 23 | D    | Jesús Gallardo     | 15 agosto 1994 (28 anni)    | 77    | 1    | Monterrey      |
| 24 | C    | Luis Chávez        | 15 gennaio 1996 (26 anni)   | 8     | 0    | Pachuca        |
| 25 | C    | Roberto Alvarado   | 7 settembre 1998 (24 anni)  | 32    | 4    | Guadalajara    |
| 26 | D    | Kevin Álvarez      | 15 gennaio 1999 (23 anni)   | 8     | 0    | Pachuca        |

### Polonia
Commissario tecnico:  Czesław Michniewicz
Lista dei convocati resa nota il 10 novembre 2022. Il 13 novembre Bartłomiej Drągowski viene escluso a seguito di un infortunio, venendo sostituito da Kamil Grabara.
| N. | Pos. | Giocatore             | Data nascita (età)          | Pres. | Reti | Squadra         |
| -- | ---- | --------------------- | --------------------------- | ----- | ---- | --------------- |
| 1  | P    | Wojciech Szczęsny     | 18 aprile 1990 (32 anni)    | 66    | -61  | Juventus        |
| 2  | D    | Matty Cash            | 7 agosto 1997 (25 anni)     | 7     | 1    | Aston Villa     |
| 3  | D    | Artur Jędrzejczyk     | 4 novembre 1987 (35 anni)   | 40    | 3    | Legia Varsavia  |
| 4  | D    | Mateusz Wieteska      | 11 febbraio 1997 (25 anni)  | 1     | 0    | Clermont Foot   |
| 5  | D    | Jan Bednarek          | 12 aprile 1996 (26 anni)    | 44    | 1    | Aston Villa     |
| 6  | C    | Krystian Bielik       | 4 gennaio 1998 (24 anni)    | 5     | 0    | Birmingham City |
| 7  | A    | Arkadiusz Milik       | 28 febbraio 1994 (28 anni)  | 63    | 16   | Juventus        |
| 8  | C    | Damian Szymański      | 16 giugno 1995 (27 anni)    | 8     | 1    | AEK Atene       |
| 9  | A    | Robert Lewandowski    | 21 agosto 1988 (34 anni)    | 134   | 76   | Barcellona      |
| 10 | C    | Grzegorz Krychowiak   | 29 gennaio 1990 (32 anni)   | 93    | 5    | Al-Shabab       |
| 11 | C    | Kamil Grosicki        | 8 giugno 1988 (34 anni)     | 86    | 17   | Pogoń Stettino  |
| 12 | P    | Łukasz Skorupski      | 5 maggio 1991 (31 anni)     | 7     | 0    | Bologna         |
| 13 | C    | Jakub Kamiński        | 5 giugno 2002 (20 anni)     | 3     | 1    | Wolfsburg       |
| 14 | D    | Jakub Kiwior          | 15 febbraio 2000 (22 anni)  | 4     | 0    | Spezia          |
| 15 | D    | Kamil Glik            | 3 febbraio 1988 (34 anni)   | 98    | 6    | Benevento       |
| 16 | A    | Karol Świderski       | 23 gennaio 1997 (25 anni)   | 17    | 8    | Charlotte FC    |
| 17 | C    | Szymon Żurkowski      | 25 settembre 1997 (25 anni) | 6     | 0    | Fiorentina      |
| 18 | D    | Bartosz Bereszyński   | 12 luglio 1992 (30 anni)    | 45    | 0    | Sampdoria       |
| 19 | C    | Sebastian Szymański   | 10 maggio 1999 (23 anni)    | 17    | 1    | Feyenoord       |
| 20 | C    | Piotr Zieliński       | 20 maggio 1994 (28 anni)    | 74    | 9    | Napoli          |
| 21 | D    | Nicola Zalewski       | 23 gennaio 2002 (20 anni)   | 7     | 0    | Roma            |
| 22 | P    | Kamil Grabara         | 8 gennaio 1999 (23 anni)    | 1     | 0    | Copenaghen      |
| 23 | A    | Krzysztof Piątek      | 1º luglio 1995 (27 anni)    | 24    | 10   | Salernitana     |
| 24 | C    | Przemysław Frankowski | 12 aprile 1995 (27 anni)    | 25    | 1    | Lens            |
| 25 | D    | Robert Gumny          | 4 giugno 1998 (24 anni)     | 4     | 0    | Augusta         |
| 26 | C    | Michał Skóraś         | 15 febbraio 2000 (22 anni)  | 1     | 0    | Lech Poznań     |

## Gruppo D

### Francia
Commissario tecnico:  Didier Deschamps
Lista dei convocati resa nota il 9 novembre 2022. Il 14 novembre è stato aggiunto alla lista Marcus Thuram, mentre l'infortunato Presnel Kimpembe è stato sostituito da Axel Disasi. Il 15 novembre è stato comunicato l’infortunio di Christopher Nkunku che è stato sostituito da Randal Kolo Muani.
| N. | Pos. | Giocatore           | Data nascita (età)          | Pres. | Reti | Squadra               |
| -- | ---- | ------------------- | --------------------------- | ----- | ---- | --------------------- |
| 1  | P    | Hugo Lloris         | 26 dicembre 1986 (35 anni)  | 139   | -113 | Tottenham             |
| 2  | D    | Benjamin Pavard     | 28 marzo 1996 (26 anni)     | 46    | 2    | Bayern Monaco         |
| 3  | D    | Axel Disasi         | 11 maggio 1998 (24 anni)    | 0     | 0    | Monaco                |
| 4  | D    | Raphaël Varane      | 25 aprile 1993 (29 anni)    | 87    | 5    | Manchester Utd        |
| 5  | D    | Jules Koundé        | 12 novembre 1998 (24 anni)  | 12    | 0    | Barcellona            |
| 6  | C    | Mattéo Guendouzi    | 14 aprile 1999 (23 anni)    | 6     | 1    | Olympique Marsiglia   |
| 7  | A    | Antoine Griezmann   | 21 marzo 1991 (31 anni)     | 110   | 42   | Atlético Madrid       |
| 8  | C    | Aurélien Tchouaméni | 27 gennaio 2000 (22 anni)   | 14    | 1    | Real Madrid           |
| 9  | A    | Olivier Giroud      | 30 settembre 1986 (36 anni) | 114   | 49   | Milan                 |
| 10 | A    | Kylian Mbappé       | 20 dicembre 1998 (23 anni)  | 59    | 28   | Paris Saint-Germain   |
| 11 | A    | Ousmane Dembélé     | 15 maggio 1997 (25 anni)    | 28    | 4    | Barcellona            |
| 12 | A    | Randal Kolo Muani   | 5 dicembre 1998 (23 anni)   | 2     | 0    | Eintracht Francoforte |
| 13 | C    | Youssouf Fofana     | 10 gennaio 1999 (23 anni)   | 2     | 0    | Monaco                |
| 14 | C    | Adrien Rabiot       | 3 aprile 1995 (27 anni)     | 29    | 2    | Juventus              |
| 15 | C    | Jordan Veretout     | 1º marzo 1993 (29 anni)     | 5     | 0    | Olympique Marsiglia   |
| 16 | P    | Steve Mandanda      | 28 marzo 1985 (37 anni)     | 34    | -31  | Rennes                |
| 17 | D    | William Saliba      | 24 marzo 2001 (21 anni)     | 7     | 0    | Arsenal               |
| 18 | D    | Dayot Upamecano     | 27 ottobre 1998 (24 anni)   | 7     | 1    | Bayern Monaco         |
| 19 | A    | Karim Benzema       | 19 dicembre 1987 (34 anni)  | 97    | 37   | Real Madrid           |
| 20 | A    | Kingsley Coman      | 13 giugno 1996 (26 anni)    | 40    | 5    | Bayern Monaco         |
| 21 | D    | Lucas Hernández     | 14 febbraio 1996 (26 anni)  | 32    | 0    | Bayern Monaco         |
| 22 | D    | Theo Hernández      | 6 ottobre 1997 (25 anni)    | 7     | 1    | Milan                 |
| 23 | P    | Alphonse Areola     | 27 febbraio 1993 (29 anni)  | 5     | -3   | West Ham Utd          |
| 24 | D    | Ibrahima Konaté     | 25 maggio 1999 (23 anni)    | 2     | 0    | Liverpool             |
| 25 | C    | Eduardo Camavinga   | 10 novembre 2002 (20 anni)  | 4     | 1    | Real Madrid           |
| 26 | A    | Marcus Thuram       | 6 agosto 1997 (25 anni)     | 4     | 0    | Borussia M'gladbach   |

### Australia
Commissario tecnico:  Graham Arnold
Lista dei convocati resa nota l'8 novembre 2022. Il 20 novembre Martin Boyle viene escluso dalla lista per infortunio, venendo sostituito da Marco Tilio.
| N. | Pos. | Giocatore          | Data nascita (età)          | Pres. | Reti | Squadra         |
| -- | ---- | ------------------ | --------------------------- | ----- | ---- | --------------- |
| 1  | P    | Mathew Ryan        | 8 aprile 1992 (30 anni)     | 74    | -69  | Copenaghen      |
| 2  | D    | Miloš Degenek      | 28 aprile 1994 (28 anni)    | 38    | 1    | Columbus Crew   |
| 3  | D    | Nathaniel Atkinson | 13 giugno 1999 (23 anni)    | 5     | 0    | Hearts          |
| 4  | D    | Kye Rowles         | 24 giugno 1998 (24 anni)    | 3     | 0    | Hearts          |
| 5  | D    | Fran Karačić       | 12 maggio 1996 (26 anni)    | 11    | 1    | Brescia         |
| 6  | A    | Marco Tilio        | 23 agosto 2001 (21 anni)    | 5     | 0    | Melbourne City  |
| 7  | A    | Mathew Leckie      | 4 febbraio 1991 (31 anni)   | 73    | 13   | Melbourne City  |
| 8  | D    | Bailey Wright      | 28 luglio 1992 (30 anni)    | 27    | 2    | Sunderland      |
| 9  | A    | Jamie Maclaren     | 29 luglio 1993 (29 anni)    | 26    | 8    | Melbourne City  |
| 10 | C    | Ajdin Hrustic      | 5 luglio 1996 (26 anni)     | 20    | 3    | Verona          |
| 11 | A    | Awer Mabil         | 15 settembre 1995 (27 anni) | 29    | 8    | Cadice          |
| 12 | P    | Andrew Redmayne    | 13 gennaio 1989 (33 anni)   | 4     | -1   | Sydney FC       |
| 13 | C    | Aaron Mooy         | 15 settembre 1990 (32 anni) | 53    | 7    | Celtic          |
| 14 | C    | Riley McGree       | 2 novembre 1998 (24 anni)   | 11    | 1    | Middlesbrough   |
| 15 | A    | Mitchell Duke      | 18 gennaio 1991 (31 anni)   | 21    | 8    | Fagiano Okayama |
| 16 | D    | Aziz Behich        | 16 ottobre 1990 (32 anni)   | 53    | 2    | Dundee Utd      |
| 17 | C    | Cameron Devlin     | 7 giugno 1998 (24 anni)     | 1     | 0    | Hearts          |
| 18 | P    | Danny Vukovic      | 27 marzo 1985 (37 anni)     | 4     | -1   | C.C. Mariners   |
| 19 | D    | Harry Souttar      | 22 ottobre 1998 (24 anni)   | 10    | 6    | Stoke City      |
| 20 | D    | Thomas Deng        | 20 marzo 1997 (25 anni)     | 2     | 0    | Albirex Niigata |
| 21 | A    | Garang Kuol        | 15 settembre 2004 (18 anni) | 1     | 0    | C.C. Mariners   |
| 22 | C    | Jackson Irvine     | 7 marzo 1993 (29 anni)      | 49    | 7    | St. Pauli       |
| 23 | A    | Craig Goodwin      | 16 dicembre 1991 (30 anni)  | 10    | 1    | Adelaide Utd    |
| 24 | D    | Joel King          | 30 ottobre 2000 (22 anni)   | 4     | 0    | Odense          |
| 25 | A    | Jason Cummings     | 1º agosto 1995 (27 anni)    | 1     | 1    | C.C. Mariners   |
| 26 | C    | Keanu Baccus       | 7 giugno 1998 (24 anni)     | 1     | 0    | St. Mirren      |

### Danimarca
Commissario tecnico:  Kasper Hjulmand
La lista dei primi 21 convocati è stata pubblicata il 7 novembre 2022. Gli ultimi 5 convocati sono stati invece annunciati il 13 novembre.
| N. | Pos. | Giocatore             | Data nascita (età)         | Pres. | Reti | Squadra               |
| -- | ---- | --------------------- | -------------------------- | ----- | ---- | --------------------- |
| 1  | P    | Kasper Schmeichel     | 5 novembre 1986 (36 anni)  | 86    | -68  | Nizza                 |
| 2  | D    | Joachim Andersen      | 31 maggio 1996 (26 anni)   | 19    | 0    | Crystal Palace        |
| 3  | D    | Victor Nelsson        | 14 ottobre 1998 (24 anni)  | 7     | 0    | Galatasaray           |
| 4  | D    | Simon Kjær            | 26 marzo 1989 (33 anni)    | 121   | 5    | Milan                 |
| 5  | D    | Joakim Mæhle          | 20 maggio 1997 (25 anni)   | 31    | 9    | Atalanta              |
| 6  | D    | Andreas Christensen   | 10 aprile 1996 (26 anni)   | 58    | 2    | Barcellona            |
| 7  | C    | Mathias Jensen        | 1º gennaio 1996 (26 anni)  | 20    | 1    | Brentford             |
| 8  | C    | Thomas Delaney        | 3 settembre 1991 (31 anni) | 71    | 7    | Siviglia              |
| 9  | A    | Martin Braithwaite    | 5 giugno 1991 (31 anni)    | 62    | 10   | Espanyol              |
| 10 | C    | Christian Eriksen     | 14 febbraio 1992 (30 anni) | 117   | 39   | Manchester Utd        |
| 11 | A    | Andreas Skov Olsen    | 29 dicembre 1999 (22 anni) | 23    | 8    | Club Bruges           |
| 12 | A    | Kasper Dolberg        | 6 ottobre 1997 (25 anni)   | 37    | 11   | Siviglia              |
| 13 | D    | Rasmus Kristensen     | 11 luglio 1997 (25 anni)   | 9     | 0    | Leeds Utd             |
| 14 | A    | Mikkel Damsgaard      | 3 luglio 2000 (22 anni)    | 18    | 4    | Brentford             |
| 15 | C    | Christian Nørgaard    | 10 marzo 1994 (28 anni)    | 17    | 1    | Brentford             |
| 16 | P    | Oliver Christensen    | 22 marzo 1999 (23 anni)    | 1     | 0    | Hertha Berlino        |
| 17 | D    | Jens Stryger Larsen   | 21 febbraio 1991 (31 anni) | 49    | 3    | Trabzonspor           |
| 18 | D    | Daniel Wass           | 31 maggio 1989 (33 anni)   | 44    | 1    | Brøndby               |
| 19 | A    | Jonas Wind            | 7 febbraio 1999 (23 anni)  | 15    | 5    | Wolfsburg             |
| 20 | A    | Yussuf Poulsen        | 15 giugno 1994 (28 anni)   | 68    | 11   | RB Lipsia             |
| 21 | A    | Andreas Cornelius     | 16 marzo 1993 (29 anni)    | 43    | 13   | Copenaghen            |
| 22 | P    | Frederik Rønnow       | 4 agosto 1992 (30 anni)    | 8     | 0    | Union Berlino         |
| 23 | C    | Pierre-Emile Højbjerg | 5 agosto 1995 (27 anni)    | 60    | 5    | Tottenham             |
| 24 | A    | Robert Skov           | 20 maggio 1996 (26 anni)   | 11    | 5    | Hoffenheim            |
| 25 | C    | Jesper Lindstrøm      | 29 febbraio 2000 (22 anni) | 6     | 1    | Eintracht Francoforte |
| 26 | D    | Alexander Bah         | 9 dicembre 1997 (24 anni)  | 4     | 1    | Benfica               |

### Tunisia
Commissario tecnico:  Jalel Kadri
Lista dei convocati resa nota il 14 novembre 2022.
| N. | Pos. | Giocatore                | Data nascita (età)          | Pres. | Reti | Squadra         |
| -- | ---- | ------------------------ | --------------------------- | ----- | ---- | --------------- |
| 1  | P    | Aymen Mathlouthi         | 14 settembre 1984 (38 anni) | 73    | -57  | Étoile du Sahel |
| 2  | D    | Bilel Ifa                | 9 marzo 1990 (32 anni)      | 36    | 0    | Kuwait SC       |
| 3  | D    | Montassar Talbi          | 24 maggio 1998 (24 anni)    | 22    | 1    | Lorient         |
| 4  | D    | Yassine Meriah           | 31 maggio 1996 (26 anni)    | 60    | 3    | Espérance       |
| 5  | D    | Nader Ghandri            | 18 febbraio 1995 (27 anni)  | 7     | 0    | Club Africain   |
| 6  | D    | Dylan Bronn              | 19 giugno 1995 (27 anni)    | 36    | 2    | Salernitana     |
| 7  | A    | Youssef Msakni           | 28 ottobre 1990 (32 anni)   | 87    | 17   | Al-Arabi        |
| 8  | C    | Hannibal Mejbri          | 21 gennaio 2003 (19 anni)   | 18    | 0    | Birmingham City |
| 9  | A    | Issam Jebali             | 25 dicembre 1991 (30 anni)  | 9     | 2    | Odense          |
| 10 | A    | Wahbi Khazri             | 8 febbraio 1991 (31 anni)   | 71    | 24   | Montpellier     |
| 11 | A    | Taha Yassine Khenissi    | 6 gennaio 1992 (30 anni)    | 48    | 9    | Kuwait SC       |
| 12 | D    | Ali Maâloul              | 1º gennaio 1990 (32 anni)   | 82    | 2    | Al-Ahly         |
| 13 | C    | Ferjani Sassi            | 18 marzo 1992 (30 anni)     | 77    | 6    | Al-Duhail       |
| 14 | C    | Aïssa Laïdouni           | 13 dicembre 1996 (25 anni)  | 24    | 1    | Ferencváros     |
| 15 | C    | Mohamed Ali Ben Romdhane | 6 settembre 1999 (23 anni)  | 48    | 9    | Espérance       |
| 16 | P    | Aymen Dahmen             | 28 gennaio 1997 (25 anni)   | 4     | -5   | Sfaxien         |
| 17 | C    | Ellyes Skhiri            | 10 maggio 1995 (27 anni)    | 48    | 3    | Colonia         |
| 18 | C    | Ghailene Chaalali        | 28 febbraio 1994 (28 anni)  | 30    | 1    | Espérance       |
| 19 | A    | Seifeddine Jaziri        | 11 febbraio 1993 (29 anni)  | 29    | 10   | Zamalek         |
| 20 | D    | Mohamed Dräger           | 25 giugno 1996 (26 anni)    | 33    | 3    | Lucerna         |
| 21 | D    | Wajdi Kechrida           | 5 novembre 1995 (27 anni)   | 18    | 0    | Atromītos       |
| 22 | P    | Bechir Ben Saïd          | 20 novembre 1994 (28 anni)  | 10    | -3   | Monastir        |
| 23 | A    | Naïm Sliti               | 27 luglio 1992 (30 anni)    | 68    | 13   | Al-Ettifaq      |
| 24 | D    | Ali Abdi                 | 20 dicembre 1993 (28 anni)  | 9     | 1    | Caen            |
| 25 | C    | Anis Ben Slimane         | 16 marzo 2001 (21 anni)     | 24    | 4    | Brøndby         |
| 26 | P    | Mouez Hassen             | 5 marzo 1995 (27 anni)      | 20    | -17  | Club Africain   |

## Gruppo E

### Spagna
Commissario tecnico:  Luis Enrique
Lista dei convocati resa nota l'11 novembre 2022. Il 18 novembre José Luis Gayà è stato escluso per infortunio e al suo posto è stato convocato Alejandro Balde.
| N. | Pos. | Giocatore         | Data nascita (età)          | Pres. | Reti | Squadra             |
| -- | ---- | ----------------- | --------------------------- | ----- | ---- | ------------------- |
| 1  | P    | Robert Sánchez    | 18 novembre 1997 (25 anni)  | 1     | 0    | Brighton            |
| 2  | D    | César Azpilicueta | 24 agosto 1989 (33 anni)    | 41    | 1    | Chelsea             |
| 3  | D    | Eric García       | 9 gennaio 2001 (21 anni)    | 18    | 0    | Barcellona          |
| 4  | D    | Pau Torres        | 16 gennaio 1997 (25 anni)   | 21    | 1    | Villarreal          |
| 5  | C    | Sergio Busquets   | 16 luglio 1988 (34 anni)    | 139   | 2    | Barcellona          |
| 6  | C    | Marcos Llorente   | 30 gennaio 1995 (27 anni)   | 16    | 0    | Atlético Madrid     |
| 7  | A    | Álvaro Morata     | 23 ottobre 1992 (30 anni)   | 57    | 27   | Atlético Madrid     |
| 8  | C    | Koke              | 8 gennaio 1992 (30 anni)    | 67    | 0    | Atlético Madrid     |
| 9  | C    | Gavi              | 5 agosto 2004 (18 anni)     | 12    | 1    | Barcellona          |
| 10 | A    | Marco Asensio     | 21 gennaio 1996 (26 anni)   | 29    | 1    | Real Madrid         |
| 11 | A    | Ferrán Torres     | 29 febbraio 2000 (22 anni)  | 30    | 13   | Barcellona          |
| 12 | A    | Nico Williams     | 12 luglio 2002 (20 anni)    | 2     | 0    | Athletic Bilbao     |
| 13 | P    | David Raya        | 15 settembre 1995 (27 anni) | 1     | -1   | Brentford           |
| 14 | D    | Alejandro Balde   | 18 ottobre 2003 (19 anni)   | 0     | 0    | Barcellona          |
| 15 | D    | Hugo Guillamón    | 31 gennaio 2000 (22 anni)   | 3     | 1    | Valencia            |
| 16 | C    | Rodri             | 22 giugno 1996 (26 anni)    | 34    | 1    | Manchester City     |
| 17 | A    | Yéremi Pino       | 20 ottobre 2002 (20 anni)   | 6     | 1    | Villarreal          |
| 18 | D    | Jordi Alba        | 21 marzo 1989 (33 anni)     | 86    | 9    | Barcellona          |
| 19 | C    | Carlos Soler      | 2 gennaio 1997 (25 anni)    | 11    | 3    | Paris Saint-Germain |
| 20 | D    | Daniel Carvajal   | 11 gennaio 1992 (30 anni)   | 30    | 0    | Real Madrid         |
| 21 | A    | Dani Olmo         | 7 maggio 1998 (24 anni)     | 24    | 4    | RB Lipsia           |
| 22 | A    | Pablo Sarabia     | 11 maggio 1992 (30 anni)    | 24    | 9    | Paris Saint-Germain |
| 23 | P    | Unai Simón        | 11 giugno 1997 (25 anni)    | 27    | -21  | Athletic Bilbao     |
| 24 | D    | Aymeric Laporte   | 27 maggio 1994 (28 anni)    | 15    | 1    | Manchester City     |
| 25 | A    | Ansu Fati         | 30 ottobre 2002 (20 anni)   | 4     | 1    | Barcellona          |
| 26 | C    | Pedri             | 25 novembre 2002 (19 anni)  | 14    | 0    | Barcellona          |

### Costa Rica
Commissario tecnico:  Luis Suárez
Il 24 agosto il commissario tecnico Luis Suárez ha confermato la convocazione al campionato mondiale del capitano Bryan Ruiz. La lista completa dei convocati è stata resa nota il 3 novembre.
| N. | Pos. | Giocatore         | Data nascita (età)          | Pres. | Reti | Squadra             |
| -- | ---- | ----------------- | --------------------------- | ----- | ---- | ------------------- |
| 1  | P    | Keylor Navas      | 15 dicembre 1986 (35 anni)  | 107   | -106 | Paris Saint-Germain |
| 2  | D    | Daniel Chacón     | 11 aprile 2001 (21 anni)    | 8     | 0    | Colorado Rapids 2   |
| 3  | D    | Juan Pablo Vargas | 6 giugno 1995 (27 anni)     | 12    | 1    | Millonarios         |
| 4  | D    | Keysher Fuller    | 12 luglio 1994 (28 anni)    | 30    | 2    | Herediano           |
| 5  | C    | Celso Borges      | 27 maggio 1988 (34 anni)    | 154   | 27   | Alajuelense         |
| 6  | D    | Óscar Duarte      | 3 giugno 1989 (33 anni)     | 70    | 3    | Al-Wahda            |
| 7  | A    | Anthony Contreras | 29 gennaio 2000 (22 anni)   | 9     | 2    | Herediano           |
| 8  | D    | Bryan Oviedo      | 18 febbraio 1990 (32 anni)  | 75    | 2    | Copenaghen          |
| 9  | A    | Jewison Bennette  | 15 giugno 2004 (18 anni)    | 7     | 2    | Sunderland          |
| 10 | A    | Bryan Ruiz        | 18 agosto 1985 (37 anni)    | 143   | 29   | Alajuelense         |
| 11 | A    | Johan Venegas     | 27 novembre 1988 (33 anni)  | 81    | 11   | Alajuelense         |
| 12 | A    | Joel Campbell     | 26 giugno 1992 (30 anni)    | 118   | 25   | León                |
| 13 | C    | Gerson Torres     | 25 agosto 1997 (25 anni)    | 13    | 1    | Herediano           |
| 14 | C    | Youstin Salas     | 17 giugno 1996 (26 anni)    | 3     | 0    | Municipal Grecia    |
| 15 | D    | Francisco Calvo   | 8 luglio 1992 (30 anni)     | 8     | 0    | Konyaspor           |
| 16 | D    | Carlos Martínez   | 30 marzo 1999 (23 anni)     | 6     | 0    | San Carlos          |
| 17 | C    | Yeltsin Tejeda    | 17 marzo 1992 (30 anni)     | 73    | 0    | Herediano           |
| 18 | P    | Esteban Alvarado  | 28 aprile 1989 (33 anni)    | 24    | -33  | Herediano           |
| 19 | D    | Kendall Waston    | 1º gennaio 1988 (34 anni)   | 62    | 8    | Saprissa            |
| 20 | C    | Brandon Aguilera  | 28 giugno 2003 (19 anni)    | 4     | 0    | Guanacasteca        |
| 21 | D    | Douglas López     | 21 settembre 1998 (24 anni) | 2     | 0    | San Carlos          |
| 22 | D    | Rónald Matarrita  | 9 luglio 1994 (28 anni)     | 52    | 3    | FC Cincinnati       |
| 23 | P    | Patrick Sequeira  | 1º marzo 1999 (23 anni)     | 2     | 0    | Lugo                |
| 24 | C    | Roan Wilson       | 1º maggio 2002 (20 anni)    | 2     | 0    | Municipal Grecia    |
| 25 | C    | Anthony Hernández | 11 ottobre 2001 (21 anni)   | 2     | 1    | Puntarenas          |
| 26 | C    | Álvaro Zamora     | 9 marzo 2002 (20 anni)      | 2     | 0    | Saprissa            |

### Germania
Commissario tecnico:  Hans-Dieter Flick
Lista dei convocati resa nota il 10 novembre 2022.
| N. | Pos. | Giocatore             | Data nascita (età)          | Pres. | Reti | Squadra               |
| -- | ---- | --------------------- | --------------------------- | ----- | ---- | --------------------- |
| 1  | P    | Manuel Neuer          | 27 marzo 1986 (36 anni)     | 113   | -108 | Bayern Monaco         |
| 2  | D    | Antonio Rüdiger       | 3 marzo 1993 (29 anni)      | 54    | 2    | Real Madrid           |
| 3  | D    | David Raum            | 22 aprile 1998 (24 anni)    | 11    | 0    | RB Lipsia             |
| 4  | D    | Matthias Ginter       | 19 gennaio 1994 (28 anni)   | 46    | 2    | Friburgo              |
| 5  | D    | Thilo Kehrer          | 21 settembre 1996 (26 anni) | 22    | 0    | West Ham Utd          |
| 6  | C    | Joshua Kimmich        | 8 febbraio 1995 (27 anni)   | 70    | 5    | Bayern Monaco         |
| 7  | C    | Kai Havertz           | 11 giugno 1999 (23 anni)    | 30    | 10   | Chelsea               |
| 8  | C    | Leon Goretzka         | 6 febbraio 1995 (27 anni)   | 44    | 14   | Bayern Monaco         |
| 9  | A    | Niclas Füllkrug       | 9 febbraio 1993 (29 anni)   | 0     | 0    | Werder Brema          |
| 10 | A    | Serge Gnabry          | 14 luglio 1995 (27 anni)    | 36    | 20   | Bayern Monaco         |
| 11 | C    | Mario Götze           | 30 giugno 1992 (30 anni)    | 63    | 17   | Eintracht Francoforte |
| 12 | P    | Kevin Trapp           | 8 luglio 1990 (32 anni)     | 6     | -5   | Eintracht Francoforte |
| 13 | A    | Thomas Müller         | 13 settembre 1989 (33 anni) | 118   | 44   | Bayern Monaco         |
| 14 | C    | Jamal Musiala         | 26 febbraio 2003 (19 anni)  | 17    | 1    | Bayern Monaco         |
| 15 | D    | Niklas Süle           | 3 settembre 1995 (27 anni)  | 24    | 1    | Borussia Dortmund     |
| 16 | D    | Lukas Klostermann     | 3 giugno 1996 (26 anni)     | 18    | 0    | RB Lipsia             |
| 17 | C    | Julian Brandt         | 2 maggio 1996 (26 anni)     | 38    | 3    | Borussia Dortmund     |
| 18 | C    | Jonas Hofmann         | 14 luglio 1992 (30 anni)    | 16    | 4    | Borussia M'gladbach   |
| 19 | A    | Leroy Sané            | 11 gennaio 1996 (26 anni)   | 47    | 11   | Bayern Monaco         |
| 20 | D    | Christian Günter      | 28 marzo 1993 (29 anni)     | 6     | 0    | Friburgo              |
| 21 | C    | İlkay Gündoğan        | 24 ottobre 1990 (32 anni)   | 62    | 16   | Manchester City       |
| 22 | P    | Marc-André ter Stegen | 30 aprile 1992 (30 anni)    | 30    | -33  | Barcellona            |
| 23 | D    | Nico Schlotterbeck    | 1º dicembre 1999 (22 anni)  | 5     | 0    | Borussia Dortmund     |
| 24 | A    | Karim Adeyemi         | 18 gennaio 2002 (20 anni)   | 4     | 1    | Borussia Dortmund     |
| 25 | D    | Armel Bella-Kotchap   | 11 dicembre 2001 (20 anni)  | 1     | 0    | Southampton           |
| 26 | A    | Youssoufa Moukoko     | 20 novembre 2004 (18 anni)  | 0     | 0    | Borussia Dortmund     |

### Giappone
Commissario tecnico:  Hajime Moriyasu
Lista dei convocati resa nota il 1º novembre 2022. Yuta Nakayama è stato rimosso a causa di un infortunio, venendo sostituito l'8 novembre da Shūto Machino.
| N. | Pos. | Giocatore         | Data nascita (età)          | Pres. | Reti | Squadra               |
| -- | ---- | ----------------- | --------------------------- | ----- | ---- | --------------------- |
| 1  | P    | Eiji Kawashima    | 20 marzo 1983 (39 anni)     | 95    | -104 | Strasburgo            |
| 2  | D    | Miki Yamane       | 22 dicembre 1993 (28 anni)  | 14    | 2    | Kawasaki Frontale     |
| 3  | D    | Shōgo Taniguchi   | 15 luglio 1991 (31 anni)    | 13    | 0    | Kawasaki Frontale     |
| 4  | D    | Kō Itakura        | 27 gennaio 1997 (25 anni)   | 12    | 1    | Borussia M'gladbach   |
| 5  | D    | Yūto Nagatomo     | 12 settembre 1986 (36 anni) | 137   | 4    | FC Tokyo              |
| 6  | D    | Wataru Endō       | 9 febbraio 1993 (29 anni)   | 43    | 2    | Stoccarda             |
| 7  | C    | Gaku Shibasaki    | 28 maggio 1992 (30 anni)    | 59    | 3    | Leganés               |
| 8  | C    | Ritsu Dōan        | 16 giugno 1998 (24 anni)    | 28    | 3    | Friburgo              |
| 9  | C    | Kaoru Mitoma      | 20 maggio 1997 (25 anni)    | 9     | 5    | Brighton              |
| 10 | C    | Takumi Minamino   | 16 gennaio 1995 (27 anni)   | 43    | 17   | Monaco                |
| 11 | C    | Takefusa Kubo     | 4 giugno 2001 (21 anni)     | 19    | 1    | Real Sociedad         |
| 12 | P    | Shūichi Gonda     | 3 marzo 1989 (33 anni)      | 33    | -14  | Shimizu S-Pulse       |
| 13 | C    | Hidemasa Morita   | 10 maggio 1995 (27 anni)    | 17    | 2    | Sporting Lisbona      |
| 14 | A    | Jun'ya Itō        | 9 marzo 1993 (29 anni)      | 38    | 9    | Stade Reims           |
| 15 | C    | Daichi Kamada     | 5 agosto 1996 (26 anni)     | 21    | 6    | Eintracht Francoforte |
| 16 | D    | Takehiro Tomiyasu | 5 novembre 1998 (24 anni)   | 29    | 1    | Arsenal               |
| 17 | C    | Ao Tanaka         | 10 settembre 1998 (24 anni) | 14    | 2    | Fortuna Düsseldorf    |
| 18 | A    | Takuma Asano      | 10 novembre 1994 (28 anni)  | 36    | 7    | Bochum                |
| 19 | D    | Hiroki Sakai      | 12 aprile 1990 (32 anni)    | 71    | 1    | Urawa Reds            |
| 20 | A    | Shūto Machino     | 30 settembre 1999 (23 anni) | 4     | 3    | Shonan Bellmare       |
| 21 | A    | Ayase Ueda        | 28 agosto 1998 (24 anni)    | 10    | 0    | Cercle Bruges         |
| 22 | D    | Maya Yoshida      | 24 agosto 1988 (34 anni)    | 121   | 12   | Schalke 04            |
| 23 | P    | Daniel Schmidt    | 3 febbraio 1992 (30 anni)   | 11    | -8   | Sint-Truiden          |
| 24 | C    | Yūki Sōma         | 25 febbraio 1997 (25 anni)  | 7     | 3    | Nagoya Grampus        |
| 25 | A    | Daizen Maeda      | 20 ottobre 1997 (25 anni)   | 8     | 1    | Celtic                |
| 26 | C    | Hiroki Itō        | 1º luglio 1999 (23 anni)    | 5     | 0    | Stoccarda             |

## Gruppo F

### Belgio
Commissario tecnico:  Roberto Martínez
Lista dei convocati resa nota il 10 novembre 2022.
| N. | Pos. | Giocatore            | Data nascita (età)          | Pres. | Reti | Squadra           |
| -- | ---- | -------------------- | --------------------------- | ----- | ---- | ----------------- |
| 1  | P    | Thibaut Courtois     | 11 maggio 1992 (30 anni)    | 96    | -76  | Real Madrid       |
| 2  | D    | Toby Alderweireld    | 2 marzo 1989 (33 anni)      | 141   | 9    | Anversa           |
| 3  | D    | Arthur Theate        | 25 maggio 2000 (22 anni)    | 3     | 0    | Rennes            |
| 4  | D    | Wout Faes            | 3 aprile 1998 (24 anni)     | 1     | 0    | Leicester City    |
| 5  | D    | Jan Vertonghen       | 10 aprile 1987 (35 anni)    | 141   | 9    | Anderlecht        |
| 6  | C    | Axel Witsel          | 12 gennaio 1989 (33 anni)   | 126   | 12   | Atlético Madrid   |
| 7  | C    | Kevin De Bruyne      | 28 giugno 1991 (31 anni)    | 93    | 25   | Manchester City   |
| 8  | C    | Youri Tielemans      | 7 maggio 1997 (25 anni)     | 54    | 5    | Leicester City    |
| 9  | A    | Romelu Lukaku        | 13 maggio 1993 (29 anni)    | 102   | 68   | Inter             |
| 10 | A    | Eden Hazard          | 7 gennaio 1991 (31 anni)    | 122   | 33   | Real Madrid       |
| 11 | C    | Yannick Carrasco     | 4 settembre 1993 (29 anni)  | 59    | 8    | Atlético Madrid   |
| 12 | P    | Simon Mignolet       | 6 marzo 1988 (34 anni)      | 35    | -39  | Club Bruges       |
| 13 | P    | Koen Casteels        | 25 giugno 1992 (30 anni)    | 4     | -3   | Wolfsburg         |
| 14 | A    | Dries Mertens        | 6 maggio 1987 (35 anni)     | 106   | 21   | Galatasaray       |
| 15 | D    | Thomas Meunier       | 12 settembre 1991 (31 anni) | 58    | 8    | Borussia Dortmund |
| 16 | C    | Thorgan Hazard       | 29 marzo 1993 (29 anni)     | 45    | 9    | Borussia Dortmund |
| 17 | C    | Leandro Trossard     | 4 dicembre 1994 (27 anni)   | 21    | 5    | Brighton          |
| 18 | C    | Amadou Onana         | 16 agosto 2001 (21 anni)    | 2     | 0    | Everton           |
| 19 | D    | Leander Dendoncker   | 15 aprile 1995 (27 anni)    | 29    | 1    | Aston Villa       |
| 20 | C    | Hans Vanaken         | 24 agosto 1992 (30 anni)    | 22    | 5    | Club Bruges       |
| 21 | D    | Timothy Castagne     | 5 dicembre 1995 (26 anni)   | 25    | 2    | Leicester City    |
| 22 | A    | Charles De Ketelaere | 10 marzo 2001 (21 anni)     | 10    | 1    | Milan             |
| 23 | A    | Michy Batshuayi      | 2 ottobre 1993 (29 anni)    | 47    | 26   | Fenerbahçe        |
| 24 | A    | Loïs Openda          | 16 febbraio 2000 (22 anni)  | 4     | 1    | Lens              |
| 25 | A    | Jérémy Doku          | 27 maggio 2002 (20 anni)    | 10    | 2    | Rennes            |
| 26 | D    | Zeno Debast          | 24 ottobre 2003 (19 anni)   | 2     | 0    | Anderlecht        |

### Canada
Commissario tecnico:  John Herdman
Lista dei convocati resa nota il 13 novembre 2022.
| N. | Pos. | Giocatore         | Data nascita (età) | Pres. | Reti | Squadra             |
| -- | ---- | ----------------- | ------------------ | ----- | ---- | ------------------- |
| 1  | P    | Dayne St. Clair   | 9 maggio 1997      | 2     | 0    | Minnesota Utd       |
| 2  | D    | Alistair Johnston | 8 ottobre 1998     | 29    | 1    | CF Montréal         |
| 3  | D    | Sam Adekugbe      | 16 gennaio 1995    | 33    | 1    | Hatayspor           |
| 4  | D    | Kamal Miller      | 16 maggio 1997     | 28    | 0    | CF Montréal         |
| 5  | D    | Steven Vitória    | 11 gennaio 1987    | 34    | 3    | Chaves              |
| 6  | C    | Samuel Piette     | 12 novembre 1994   | 65    | 0    | CF Montréal         |
| 7  | C    | Stephen Eustáquio | 21 dicembre 1996   | 26    | 3    | Porto               |
| 8  | C    | Liam Fraser       | 13 febbraio 1998   | 15    | 0    | Deinze              |
| 9  | A    | Lucas Cavallini   | 28 dicembre 1992   | 33    | 17   | Vancouver Whitecaps |
| 10 | A    | David Hoilett     | 5 giugno 1990      | 49    | 14   | Reading             |
| 11 | A    | Tajon Buchanan    | 8 febbraio 1999    | 25    | 4    | Club Bruges         |
| 12 | A    | Ike Ugbo          | 21 settembre 1998  | 8     | 0    | Troyes              |
| 13 | C    | Atiba Hutchinson  | 8 febbraio 1983    | 99    | 9    | Beşiktaş            |
| 14 | C    | Mark-Anthony Kaye | 4 dicembre 1994    | 37    | 2    | Toronto FC          |
| 15 | C    | Ismaël Koné       | 6 giugno 2002      | 5     | 1    | CF Montréal         |
| 16 | P    | James Pantemis    | 21 febbraio 1997   | 0     | 0    | CF Montréal         |
| 17 | A    | Cyle Larin        | 17 aprile 1995     | 54    | 25   | Club Bruges         |
| 18 | P    | Milan Borjan      | 23 ottobre 1987    | 68    | -53  | Stella Rossa        |
| 19 | D    | Alphonso Davies   | 2 novembre 2000    | 34    | 12   | Bayern Monaco       |
| 20 | A    | Jonathan David    | 14 gennaio 2000    | 34    | 22   | Lilla               |
| 21 | C    | Jonathan Osorio   | 12 giugno 1992     | 56    | 7    | Toronto FC          |
| 22 | D    | Richie Laryea     | 7 gennaio 1995     | 33    | 1    | Toronto FC          |
| 23 | A    | Liam Millar       | 27 settembre 1999  | 16    | 0    | Basilea             |
| 24 | C    | David Wotherspoon | 16 gennaio 1990    | 10    | 1    | St. Johnstone       |
| 25 | D    | Derek Cornelius   | 25 novembre 1997   | 14    | 0    | Panaitōlikos        |
| 26 | D    | Joel Waterman     | 24 gennaio 1996    | 1     | 0    | CF Montréal         |

### Marocco
Commissario tecnico:  Hoalid Regragui
Lista dei convocati resa nota il 10 novembre 2022. A seguito di un infortunio, Amine Harit è stato escluso dalla lista dei convocati, venendo sostituito il 17 novembre da Anass Zaroury.
| N. | Pos. | Giocatore             | Data nascita (età)          | Pres. | Reti | Squadra             |
| -- | ---- | --------------------- | --------------------------- | ----- | ---- | ------------------- |
| 1  | P    | Yassine Bounou        | 5 aprile 1991 (31 anni)     | 46    | -22  | Siviglia            |
| 2  | D    | Achraf Hakimi         | 4 novembre 1998 (24 anni)   | 53    | 8    | Paris Saint-Germain |
| 3  | D    | Noussair Mazraoui     | 14 novembre 1997 (25 anni)  | 14    | 2    | Bayern Monaco       |
| 4  | C    | Sofyan Amrabat        | 21 agosto 1996 (26 anni)    | 38    | 0    | Fiorentina          |
| 5  | D    | Nayef Aguerd          | 30 marzo 1996 (26 anni)     | 21    | 1    | Rennes              |
| 6  | D    | Romain Saïss          | 26 marzo 1990 (32 anni)     | 65    | 1    | Wolverhampton       |
| 7  | A    | Hakim Ziyech          | 19 marzo 1993 (29 anni)     | 42    | 17   | Chelsea             |
| 8  | C    | Azzedine Ounahi       | 19 aprile 2000 (22 anni)    | 9     | 2    | Angers              |
| 9  | A    | Abderrazak Hamdallah  | 17 dicembre 1990 (31 anni)  | 17    | 6    | Al-Ittihad          |
| 10 | C    | Anass Zaroury         | 7 novembre 2000 (22 anni)   | 2     | 0    | Burnley             |
| 11 | C    | Abdelhamid Sabiri     | 28 novembre 1996 (25 anni)  | 2     | 0    | Sampdoria           |
| 12 | P    | Munir Mohand Mohamedi | 10 maggio 1989 (33 anni)    | 43    | -27  | Al-Wahda            |
| 13 | C    | Ilias Chair           | 30 ottobre 1997 (25 anni)   | 10    | 1    | QPR                 |
| 14 | A    | Zakaria Aboukhlal     | 18 febbraio 2000 (22 anni)  | 12    | 2    | Tolosa              |
| 15 | C    | Selim Amallah         | 15 novembre 1996 (26 anni)  | 23    | 4    | Standard Liegi      |
| 16 | A    | Abde Ezzalzouli       | 17 dicembre 2001 (20 anni)  | 2     | 0    | Barcellona          |
| 17 | A    | Sofiane Boufal        | 17 settembre 1993 (29 anni) | 31    | 5    | Angers              |
| 18 | D    | Jawad El Yamiq        | 29 febbraio 1992 (30 anni)  | 11    | 2    | Real Valladolid     |
| 19 | A    | Youssef En-Nesyri     | 1º giugno 1997 (25 anni)    | 49    | 14   | Siviglia            |
| 20 | D    | Achraf Dari           | 6 maggio 1999 (23 anni)     | 4     | 0    | Brest               |
| 21 | A    | Walid Cheddira        | 22 gennaio 1998 (24 anni)   | 2     | 0    | Bari                |
| 22 | P    | Ahmed Reda Tagnaouti  | 5 aprile 1996 (26 anni)     | 3     | -1   | Wydad Casablanca    |
| 23 | C    | Bilal El Khannous     | 10 maggio 2004 (18 anni)    | 0     | 0    | Genk                |
| 24 | D    | Badr Benoun           | 30 settembre 1993 (29 anni) | 3     | 0    | Qatar SC            |
| 25 | D    | Yahia Attiyat Allah   | 2 marzo 1995 (27 anni)      | 1     | 0    | Wydad Casablanca    |
| 26 | C    | Yahya Jabrane         | 18 giugno 1991 (31 anni)    | 4     | 0    | Wydad Casablanca    |

### Croazia
Commissario tecnico:  Zlatko Dalić
Lista dei convocati resa nota il 9 novembre 2022.
| N. | Pos. | Giocatore         | Data nascita (età)          | Pres. | Reti | Squadra               |
| -- | ---- | ----------------- | --------------------------- | ----- | ---- | --------------------- |
| 1  | P    | Dominik Livaković | 9 gennaio 1995 (27 anni)    | 34    | -41  | Dinamo Zagabria       |
| 2  | D    | Josip Stanišić    | 2 aprile 2000 (22 anni)     | 6     | 0    | Bayern Monaco         |
| 3  | D    | Borna Barišić     | 10 novembre 1992 (30 anni)  | 27    | 1    | Rangers               |
| 4  | A    | Ivan Perišić      | 2 febbraio 1989 (33 anni)   | 115   | 32   | Tottenham             |
| 5  | D    | Martin Erlić      | 24 aprile 1998 (24 anni)    | 3     | 0    | Sassuolo              |
| 6  | D    | Dejan Lovren      | 5 luglio 1989 (33 anni)     | 71    | 5    | Zenit San Pietroburgo |
| 7  | C    | Lovro Majer       | 17 gennaio 1998 (24 anni)   | 10    | 3    | Rennes                |
| 8  | C    | Mateo Kovačić     | 6 maggio 1994 (28 anni)     | 83    | 3    | Chelsea               |
| 9  | A    | Andrej Kramarić   | 19 giugno 1991 (31 anni)    | 73    | 19   | Hoffenheim            |
| 10 | C    | Luka Modrić       | 9 settembre 1985 (37 anni)  | 154   | 23   | Real Madrid           |
| 11 | C    | Marcelo Brozović  | 16 novembre 1992 (30 anni)  | 76    | 7    | Inter                 |
| 12 | P    | Ivo Grbić         | 18 gennaio 1996 (26 anni)   | 2     | -1   | Atlético Madrid       |
| 13 | C    | Nikola Vlašić     | 4 ottobre 1997 (25 anni)    | 40    | 7    | Torino                |
| 14 | A    | Marko Livaja      | 26 agosto 1993 (29 anni)    | 14    | 3    | Hajduk Spalato        |
| 15 | C    | Mario Pašalić     | 9 febbraio 1995 (27 anni)   | 42    | 7    | Atalanta              |
| 16 | A    | Bruno Petković    | 16 settembre 1994 (28 anni) | 22    | 6    | Dinamo Zagabria       |
| 17 | A    | Ante Budimir      | 22 luglio 1991 (31 anni)    | 15    | 1    | Osasuna               |
| 18 | A    | Mislav Oršić      | 29 dicembre 1992 (29 anni)  | 20    | 1    | Dinamo Zagabria       |
| 19 | D    | Borna Sosa        | 21 gennaio 1998 (24 anni)   | 8     | 1    | Stoccarda             |
| 20 | D    | Joško Gvardiol    | 23 gennaio 2002 (20 anni)   | 12    | 1    | RB Lipsia             |
| 21 | D    | Domagoj Vida      | 29 aprile 1989 (33 anni)    | 99    | 4    | AEK Atene             |
| 22 | D    | Josip Juranović   | 16 agosto 1995 (27 anni)    | 21    | 0    | Celtic                |
| 23 | P    | Ivica Ivušić      | 1º febbraio 1995 (27 anni)  | 5     | -4   | Osijek                |
| 24 | D    | Josip Šutalo      | 28 febbraio 2000 (22 anni)  | 3     | 0    | Dinamo Zagabria       |
| 25 | C    | Luka Sučić        | 8 settembre 2002 (20 anni)  | 3     | 0    | Salisburgo            |
| 26 | C    | Kristijan Jakić   | 14 maggio 1997 (25 anni)    | 4     | 0    | Eintracht Francoforte |

## Gruppo G

### Brasile
Commissario tecnico:  Tite
Lista dei convocati resa nota il 7 novembre 2022.
| N. | Pos. | Giocatore          | Data nascita (età)          | Pres. | Reti | Squadra             |
| -- | ---- | ------------------ | --------------------------- | ----- | ---- | ------------------- |
| 1  | P    | Alisson            | 2 ottobre 1992 (30 anni)    | 57    | -22  | Liverpool           |
| 2  | D    | Danilo             | 15 luglio 1991 (31 anni)    | 46    | 1    | Juventus            |
| 3  | D    | Thiago Silva       | 22 settembre 1984 (38 anni) | 109   | 7    | Chelsea             |
| 4  | D    | Marquinhos         | 14 maggio 1994 (28 anni)    | 71    | 5    | Paris Saint-Germain |
| 5  | C    | Casemiro           | 23 febbraio 1992 (30 anni)  | 65    | 5    | Manchester Utd      |
| 6  | D    | Alex Sandro        | 26 gennaio 1991 (31 anni)   | 37    | 2    | Juventus            |
| 7  | C    | Lucas Paquetá      | 27 agosto 1997 (25 anni)    | 35    | 7    | West Ham Utd        |
| 8  | C    | Fred               | 5 marzo 1993 (29 anni)      | 28    | 0    | Manchester Utd      |
| 9  | A    | Richarlison        | 10 maggio 1997 (25 anni)    | 38    | 17   | Tottenham           |
| 10 | A    | Neymar             | 5 febbraio 1992 (30 anni)   | 121   | 75   | Paris Saint-Germain |
| 11 | A    | Raphinha           | 14 dicembre 1996 (25 anni)  | 11    | 5    | Barcellona          |
| 12 | P    | Weverton           | 13 dicembre 1987 (34 anni)  | 8     | -5   | Palmeiras           |
| 13 | D    | Dani Alves         | 6 maggio 1983 (39 anni)     | 124   | 8    | Pumas UNAM          |
| 14 | D    | Éder Militão       | 18 gennaio 1998 (24 anni)   | 23    | 1    | Real Madrid         |
| 15 | C    | Fabinho            | 23 ottobre 1993 (29 anni)   | 28    | 0    | Liverpool           |
| 16 | D    | Alex Telles        | 15 dicembre 1992 (29 anni)  | 8     | 0    | Siviglia            |
| 17 | C    | Bruno Guimarães    | 16 novembre 1997 (25 anni)  | 8     | 1    | Newcastle Utd       |
| 18 | A    | Gabriel Jesus      | 3 aprile 1997 (25 anni)     | 56    | 19   | Arsenal             |
| 19 | A    | Antony             | 24 febbraio 2000 (22 anni)  | 11    | 2    | Manchester Utd      |
| 20 | A    | Vinícius Júnior    | 12 luglio 2000 (22 anni)    | 16    | 1    | Real Madrid         |
| 21 | A    | Rodrygo            | 9 gennaio 2001 (21 anni)    | 5     | 1    | Real Madrid         |
| 22 | C    | Éverton            | 10 aprile 1989 (33 anni)    | 21    | 3    | Flamengo            |
| 23 | P    | Ederson            | 17 agosto 1993 (29 anni)    | 18    | -8   | Manchester City     |
| 24 | D    | Bremer             | 18 marzo 1997 (25 anni)     | 1     | 0    | Juventus            |
| 25 | A    | Pedro              | 20 giugno 1997 (25 anni)    | 2     | 1    | Flamengo            |
| 26 | A    | Gabriel Martinelli | 18 giugno 2001 (21 anni)    | 3     | 0    | Arsenal             |

### Serbia
Commissario tecnico:  Dragan Stojković
La lista dei convocati è stata resa nota l'11 novembre 2022.
| N. | Pos. | Giocatore               | Data nascita (età)          | Pres. | Reti | Squadra        |
| -- | ---- | ----------------------- | --------------------------- | ----- | ---- | -------------- |
| 1  | P    | Marko Dmitrović         | 24 gennaio 1992 (30 anni)   | 19    | 0    | Siviglia       |
| 2  | D    | Strahinja Pavlović      | 24 maggio 2001 (21 anni)    | 21    | 1    | Salisburgo     |
| 3  | D    | Strahinja Eraković      | 22 gennaio 2001 (21 anni)   | 1     | 0    | Stella Rossa   |
| 4  | D    | Nikola Milenković       | 12 ottobre 1997 (25 anni)   | 37    | 3    | Fiorentina     |
| 5  | D    | Miloš Veljković         | 26 settembre 1995 (27 anni) | 21    | 0    | Werder Brema   |
| 6  | C    | Nemanja Maksimović      | 26 gennaio 1995 (27 anni)   | 39    | 0    | Getafe         |
| 7  | C    | Nemanja Radonjić        | 15 febbraio 1996 (26 anni)  | 36    | 5    | Torino         |
| 8  | C    | Nemanja Gudelj          | 16 novembre 1991 (31 anni)  | 48    | 1    | Siviglia       |
| 9  | A    | Aleksandar Mitrović     | 16 settembre 1994 (28 anni) | 76    | 50   | Fulham         |
| 10 | C    | Dušan Tadić             | 20 novembre 1988 (34 anni)  | 90    | 18   | Ajax           |
| 11 | A    | Luka Jović              | 23 dicembre 1997 (24 anni)  | 28    | 9    | Fiorentina     |
| 12 | P    | Predrag Rajković        | 31 ottobre 1995 (27 anni)   | 28    | 0    | Maiorca        |
| 13 | D    | Stefan Mitrović         | 22 maggio 1990 (32 anni)    | 34    | 0    | Getafe         |
| 14 | C    | Andrija Živković        | 11 luglio 1996 (26 anni)    | 28    | 1    | PAOK           |
| 15 | D    | Srđan Babić             | 22 aprile 1996 (26 anni)    | 2     | 0    | Almería        |
| 16 | C    | Saša Lukić              | 13 agosto 1996 (26 anni)    | 32    | 2    | Torino         |
| 17 | C    | Filip Kostić            | 1º novembre 1992 (30 anni)  | 50    | 3    | Juventus       |
| 18 | A    | Dušan Vlahović          | 28 gennaio 2000 (22 anni)   | 16    | 8    | Juventus       |
| 19 | C    | Uroš Račić              | 17 marzo 1998 (24 anni)     | 9     | 0    | Braga          |
| 20 | C    | Sergej Milinković-Savić | 27 febbraio 1995 (27 anni)  | 35    | 6    | Lazio          |
| 21 | C    | Filip Đuričić           | 30 gennaio 1992 (30 anni)   | 36    | 4    | Sampdoria      |
| 22 | C    | Darko Lazović           | 15 settembre 1990 (32 anni) | 25    | 0    | Verona         |
| 23 | P    | Vanja Milinković-Savić  | 20 febbraio 1997 (25 anni)  | 6     | 0    | Torino         |
| 24 | C    | Ivan Ilić               | 17 marzo 2001 (21 anni)     | 5     | 0    | Verona         |
| 25 | D    | Filip Mladenović        | 15 agosto 1991 (31 anni)    | 19    | 1    | Legia Varsavia |
| 26 | C    | Marko Grujić            | 13 aprile 1996 (26 anni)    | 17    | 0    | Porto          |

### Svizzera
Commissario tecnico:  Murat Yakın
Lista dei convocati resa nota il 9 novembre 2022.
| N. | Pos. | Giocatore           | Data nascita (età)          | Pres. | Reti | Squadra               |
| -- | ---- | ------------------- | --------------------------- | ----- | ---- | --------------------- |
| 1  | P    | Yann Sommer         | 17 dicembre 1988 (33 anni)  | 76    | -69  | Borussia M'gladbach   |
| 2  | C    | Edimilson Fernandes | 15 aprile 1996 (26 anni)    | 22    | 2    | Magonza               |
| 3  | D    | Silvan Widmer       | 5 marzo 1993 (29 anni)      | 33    | 2    | Magonza               |
| 4  | D    | Nico Elvedi         | 3 settembre 1996 (26 anni)  | 40    | 1    | Borussia M'gladbach   |
| 5  | D    | Manuel Akanji       | 19 luglio 1995 (27 anni)    | 42    | 1    | Manchester City       |
| 6  | C    | Denis Zakaria       | 20 novembre 1996 (26 anni)  | 42    | 3    | Chelsea               |
| 7  | A    | Breel Embolo        | 14 febbraio 1997 (25 anni)  | 58    | 11   | Monaco                |
| 8  | C    | Remo Freuler        | 15 aprile 1992 (30 anni)    | 48    | 5    | Nottingham Forest     |
| 9  | A    | Haris Seferović     | 22 febbraio 1992 (30 anni)  | 88    | 25   | Galatasaray           |
| 10 | C    | Granit Xhaka        | 27 settembre 1992 (30 anni) | 106   | 12   | Arsenal               |
| 11 | C    | Renato Steffen      | 3 novembre 1991 (31 anni)   | 27    | 1    | Lugano                |
| 12 | P    | Jonas Omlin         | 10 gennaio 1994 (28 anni)   | 4     | -6   | Montpellier           |
| 13 | D    | Ricardo Rodríguez   | 25 agosto 1992 (30 anni)    | 100   | 9    | Torino                |
| 14 | C    | Michel Aebischer    | 6 gennaio 1997 (25 anni)    | 11    | 0    | Bologna               |
| 15 | C    | Djibril Sow         | 6 febbraio 1997 (25 anni)   | 32    | 0    | Eintracht Francoforte |
| 16 | A    | Christian Fassnacht | 11 novembre 1993 (29 anni)  | 7     | 4    | Young Boys            |
| 17 | A    | Ruben Vargas        | 5 agosto 1998 (24 anni)     | 26    | 4    | Augusta               |
| 18 | D    | Eray Cömert         | 4 febbraio 1998 (24 anni)   | 9     | 0    | Valencia              |
| 19 | A    | Noah Okafor         | 24 maggio 2000 (22 anni)    | 8     | 2    | Salisburgo            |
| 20 | C    | Fabian Frei         | 8 gennaio 1989 (33 anni)    | 22    | 3    | Basilea               |
| 21 | P    | Gregor Kobel        | 6 dicembre 1997 (24 anni)   | 3     | -6   | Borussia Dortmund     |
| 22 | D    | Fabian Schär        | 20 dicembre 1991 (30 anni)  | 72    | 8    | Newcastle Utd         |
| 23 | C    | Xherdan Shaqiri     | 10 ottobre 1991 (31 anni)   | 108   | 26   | Chicago Fire          |
| 24 | P    | Philipp Köhn        | 2 aprile 1998 (24 anni)     | 0     | 0    | Salisburgo            |
| 25 | C    | Fabian Rieder       | 16 febbraio 2002 (20 anni)  | 0     | 0    | Young Boys            |
| 26 | C    | Ardon Jashari       | 30 luglio 2002 (20 anni)    | 1     | 0    | Lucerna               |

### Camerun
Commissario tecnico:  Rigobert Song
Lista dei convocati resa nota il 9 novembre 2022.
| N. | Pos. | Giocatore                | Data nascita (età)          | Pres. | Reti | Squadra             |
| -- | ---- | ------------------------ | --------------------------- | ----- | ---- | ------------------- |
| 1  | P    | Simon Ngapandouetnbu     | 12 aprile 2003 (19 anni)    | 0     | 0    | Olympique Marsiglia |
| 2  | C    | Jerome Ngom Mbekeli      | 30 settembre 1998 (24 anni) | 0     | 0    | Colombe Sportive    |
| 3  | D    | Nicolas Nkoulou          | 27 marzo 1990 (32 anni)     | 77    | 2    | Arīs Salonicco      |
| 4  | D    | Christopher Wooh         | 18 settembre 2001 (21 anni) | 1     | 0    | Rennes              |
| 5  | C    | Gaël Ondoua              | 4 novembre 1995 (27 anni)   | 3     | 0    | Hannover 96         |
| 6  | A    | Moumi Ngamaleu           | 9 luglio 1994 (28 anni)     | 42    | 4    | Dinamo Mosca        |
| 7  | A    | Georges-Kévin N'Koudou   | 13 febbraio 1995 (27 anni)  | 0     | 0    | Beşiktaş            |
| 8  | C    | André Zambo Anguissa     | 16 novembre 1995 (27 anni)  | 42    | 5    | Napoli              |
| 9  | A    | Jean-Pierre Nsame        | 1º maggio 1993 (29 anni)    | 4     | 0    | Young Boys          |
| 10 | A    | Vincent Aboubakar        | 22 gennaio 1992 (30 anni)   | 89    | 33   | Al-Nassr            |
| 11 | A    | Christian Bassogog       | 18 ottobre 1995 (27 anni)   | 42    | 7    | Shanghai Shenhua    |
| 12 | A    | Karl Toko Ekambi         | 14 settembre 1992 (30 anni) | 50    | 12   | Olympique Lione     |
| 13 | A    | Eric Maxim Choupo-Moting | 23 marzo 1989 (33 anni)     | 68    | 18   | Bayern Monaco       |
| 14 | C    | Samuel Oum Gouet         | 14 dicembre 1997 (24 anni)  | 22    | 0    | Malines             |
| 15 | C    | Pierre Kunde             | 26 luglio 1995 (27 anni)    | 31    | 1    | Olympiacos          |
| 16 | P    | Devis Epassy             | 2 febbraio 1993 (29 anni)   | 5     | -3   | Abha                |
| 17 | D    | Olivier Mbaizo           | 15 agosto 1997 (25 anni)    | 11    | 0    | Philadelphia Union  |
| 18 | C    | Martin Hongla            | 16 marzo 1998 (24 anni)     | 18    | 0    | Verona              |
| 19 | D    | Collins Faï              | 23 novembre 1992 (29 anni)  | 51    | 0    | Al-Tai              |
| 20 | A    | Bryan Mbeumo             | 7 agosto 1999 (23 anni)     | 2     | 0    | Brentford           |
| 21 | D    | Jean-Charles Castelletto | 26 gennaio 1995 (27 anni)   | 13    | 0    | Nantes              |
| 22 | C    | Olivier Ntcham           | 9 febbraio 1996 (26 anni)   | 2     | 0    | Swansea City        |
| 23 | P    | André Onana              | 2 aprile 1996 (26 anni)     | 32    | -27  | Inter               |
| 24 | D    | Enzo Ebosse              | 11 marzo 1999 (23 anni)     | 1     | 0    | Udinese             |
| 25 | D    | Nouhou Tolo              | 23 giugno 1997 (25 anni)    | 17    | 0    | Seattle Sounders    |
| 26 | A    | Souaibou Marou           | 3 dicembre 2000 (21 anni)   | 0     | 0    | Cotonsport Garoua   |

## Gruppo H

### Portogallo
Commissario tecnico:  Fernando Santos
Lista dei convocati resa nota il 10 novembre 2022.
| N. | Pos. | Giocatore         | Data nascita (età)          | Pres. | Reti | Squadra             |
| -- | ---- | ----------------- | --------------------------- | ----- | ---- | ------------------- |
| 1  | P    | Rui Patrício      | 15 febbraio 1988 (34 anni)  | 104   | -87  | Roma                |
| 2  | D    | Diogo Dalot       | 18 marzo 1999 (23 anni)     | 6     | 2    | Manchester Utd      |
| 3  | D    | Pepe              | 26 febbraio 1983 (39 anni)  | 128   | 7    | Porto               |
| 4  | D    | Rúben Dias        | 14 maggio 1997 (25 anni)    | 39    | 2    | Manchester City     |
| 5  | D    | Raphaël Guerreiro | 22 dicembre 1993 (28 anni)  | 56    | 3    | Borussia Dortmund   |
| 6  | C    | João Palhinha     | 9 luglio 1995 (27 anni)     | 15    | 2    | Fulham              |
| 7  | A    | Cristiano Ronaldo | 5 febbraio 1985 (37 anni)   | 191   | 117  | Manchester Utd      |
| 8  | C    | Bruno Fernandes   | 8 settembre 1994 (28 anni)  | 48    | 9    | Manchester Utd      |
| 9  | A    | André Silva       | 6 novembre 1995 (27 anni)   | 51    | 19   | RB Lipsia           |
| 10 | C    | Bernardo Silva    | 10 agosto 1994 (28 anni)    | 72    | 8    | Manchester City     |
| 11 | A    | João Félix        | 20 novembre 1999 (23 anni)  | 24    | 3    | Atlético Madrid     |
| 12 | P    | José Sá           | 17 gennaio 1993 (29 anni)   | 0     | 0    | Wolverhampton       |
| 13 | D    | Danilo Pereira    | 9 settembre 1991 (31 anni)  | 63    | 2    | Paris Saint-Germain |
| 14 | C    | William Carvalho  | 7 aprile 1992 (30 anni)     | 75    | 5    | Real Betis          |
| 15 | A    | Rafael Leão       | 10 giugno 1999 (23 anni)    | 11    | 0    | Milan               |
| 16 | C    | Vitinha           | 13 febbraio 2000 (22 anni)  | 4     | 0    | Paris Saint-Germain |
| 17 | C    | João Mário        | 19 gennaio 1993 (29 anni)   | 52    | 2    | Benfica             |
| 18 | C    | Rúben Neves       | 13 marzo 1997 (25 anni)     | 32    | 0    | Wolverhampton       |
| 19 | D    | Nuno Mendes       | 19 giugno 2002 (20 anni)    | 16    | 0    | Paris Saint-Germain |
| 20 | D    | João Cancelo      | 27 maggio 1994 (28 anni)    | 37    | 7    | Manchester City     |
| 21 | A    | Ricardo Horta     | 15 settembre 1994 (28 anni) | 5     | 1    | Braga               |
| 22 | P    | Diogo Costa       | 19 settembre 1999 (23 anni) | 7     | -3   | Porto               |
| 23 | C    | Matheus Nunes     | 27 agosto 1998 (24 anni)    | 9     | 1    | Wolverhampton       |
| 24 | D    | António Silva     | 30 ottobre 2003 (19 anni)   | 0     | 0    | Benfica             |
| 25 | C    | Otávio            | 9 febbraio 1995 (27 anni)   | 7     | 2    | Porto               |
| 26 | A    | Gonçalo Ramos     | 20 giugno 2001 (21 anni)    | 0     | 0    | Benfica             |

### Ghana
Commissario tecnico:  Otto Addo
Lista dei convocati resa nota il 14 novembre 2022.
| N. | Pos. | Giocatore             | Data nascita (età)          | Pres. | Reti | Squadra          |
| -- | ---- | --------------------- | --------------------------- | ----- | ---- | ---------------- |
| 1  | P    | Lawrence Ati-Zigi     | 29 novembre 1996 (25 anni)  | 10    | -15  | San Gallo        |
| 2  | D    | Tariq Lamptey         | 4 giugno 2000 (22 anni)     | 1     | 0    | Brighton         |
| 3  | D    | Denis Odoi            | 27 maggio 1988 (34 anni)    | 4     | 0    | Club Bruges      |
| 4  | D    | Mohammed Salisu       | 17 aprile 1999 (23 anni)    | 2     | 0    | Southampton      |
| 5  | C    | Thomas Partey         | 13 giugno 1993 (29 anni)    | 40    | 13   | Arsenal          |
| 6  | C    | Elisha Owusu          | 7 novembre 1997 (25 anni)   | 2     | 0    | Gent             |
| 7  | A    | Abdul Fatawu Issahaku | 8 marzo 2004 (18 anni)      | 13    | 0    | Sporting Lisbona |
| 8  | C    | Daniel-Kofi Kyereh    | 8 marzo 1996 (26 anni)      | 14    | 0    | Friburgo         |
| 9  | A    | Jordan Ayew           | 11 settembre 1991 (31 anni) | 83    | 19   | Crystal Palace   |
| 10 | C    | André Ayew            | 17 dicembre 1989 (32 anni)  | 107   | 23   | Al-Sadd          |
| 11 | A    | Osman Bukari          | 13 dicembre 1998 (23 anni)  | 7     | 1    | Stella Rossa     |
| 12 | P    | Ibrahim Danlad        | 2 dicembre 2002 (19 anni)   | 0     | 0    | Asante Kotoko    |
| 13 | A    | Daniel Afriyie        | 26 giugno 2001 (21 anni)    | 2     | 0    | Hearts of Oak    |
| 14 | D    | Gideon Mensah         | 18 luglio 1998 (24 anni)    | 12    | 0    | Auxerre          |
| 15 | D    | Joseph Aidoo          | 25 settembre 1995 (27 anni) | 10    | 0    | Celta Vigo       |
| 16 | P    | Abdul Manaf Nurudeen  | 8 febbraio 1999 (23 anni)   | 2     | -1   | Eupen            |
| 17 | D    | Baba Rahman           | 2 luglio 1994 (28 anni)     | 46    | 1    | Reading          |
| 18 | D    | Daniel Amartey        | 1º dicembre 1994 (27 anni)  | 44    | 0    | Leicester City   |
| 19 | A    | Iñaki Williams        | 15 giugno 1994 (28 anni)    | 2     | 0    | Athletic Bilbao  |
| 20 | C    | Mohammed Kudus        | 2 agosto 2000 (22 anni)     | 18    | 5    | Ajax             |
| 21 | C    | Salis Abdul Samed     | 26 marzo 2000 (22 anni)     | 0     | 0    | Lens             |
| 22 | A    | Kamaldeen Sulemana    | 15 febbraio 2002 (20 anni)  | 12    | 0    | Rennes           |
| 23 | D    | Alexander Djiku       | 9 agosto 1994 (28 anni)     | 18    | 1    | Strasburgo       |
| 24 | A    | Kamal Sowah           | 9 gennaio 2000 (22 anni)    | 0     | 0    | Club Bruges      |
| 25 | A    | Antoine Semenyo       | 7 gennaio 2000 (22 anni)    | 3     | 0    | Bristol City     |
| 26 | D    | Alidu Seidu           | 4 giugno 2000 (22 anni)     | 3     | 0    | Clermont Foot    |

### Uruguay
Commissario tecnico:  Diego Alonso
Lista dei convocati resa nota il 10 novembre 2022.
| N. | Pos. | Giocatore              | Data nascita (età)         | Pres. | Reti | Squadra          |
| -- | ---- | ---------------------- | -------------------------- | ----- | ---- | ---------------- |
| 1  | P    | Fernando Muslera       | 16 giugno 1986 (36 anni)   | 133   | -131 | Galatasaray      |
| 2  | D    | José Giménez           | 20 gennaio 1995 (27 anni)  | 78    | 8    | Atlético Madrid  |
| 3  | D    | Diego Godín            | 16 febbraio 1986 (36 anni) | 159   | 8    | Vélez Sarsfield  |
| 4  | D    | Ronald Araújo          | 7 marzo 1999 (23 anni)     | 12    | 0    | Barcellona       |
| 5  | C    | Matías Vecino          | 24 agosto 1991 (31 anni)   | 62    | 4    | Lazio            |
| 6  | C    | Rodrigo Bentancur      | 25 giugno 1997 (25 anni)   | 51    | 1    | Tottenham        |
| 7  | C    | Nicolás De La Cruz     | 1º giugno 1997 (25 anni)   | 17    | 2    | River Plate      |
| 8  | A    | Facundo Pellistri      | 20 dicembre 2001 (20 anni) | 7     | 0    | Manchester Utd   |
| 9  | A    | Luis Suárez            | 24 gennaio 1987 (35 anni)  | 134   | 68   | Nacional         |
| 10 | C    | Giorgian De Arrascaeta | 1º giugno 1994 (28 anni)   | 40    | 8    | Flamengo         |
| 11 | A    | Darwin Núñez           | 24 giugno 1999 (23 anni)   | 13    | 3    | Liverpool        |
| 12 | P    | Sebastián Sosa         | 19 agosto 1986 (36 anni)   | 1     | 0    | Independiente    |
| 13 | D    | Guillermo Varela       | 24 aprile 1993 (29 anni)   | 9     | 0    | Flamengo         |
| 14 | C    | Lucas Torreira         | 11 febbraio 1996 (26 anni) | 40    | 0    | Galatasaray      |
| 15 | C    | Federico Valverde      | 22 luglio 1998 (24 anni)   | 44    | 4    | Real Madrid      |
| 16 | D    | Mathías Olivera        | 31 ottobre 1997 (25 anni)  | 8     | 0    | Napoli           |
| 17 | D    | Matías Viña            | 9 novembre 1997 (25 anni)  | 26    | 0    | Roma             |
| 18 | A    | Maximiliano Gómez      | 14 agosto 1996 (26 anni)   | 27    | 4    | Trabzonspor      |
| 19 | D    | Sebastián Coates       | 7 ottobre 1990 (32 anni)   | 47    | 1    | Sporting Lisbona |
| 20 | A    | Facundo Torres         | 13 aprile 2000 (22 anni)   | 10    | 0    | Orlando City     |
| 21 | A    | Edinson Cavani         | 14 febbraio 1987 (35 anni) | 133   | 58   | Valencia         |
| 22 | D    | Martín Cáceres         | 7 aprile 1987 (35 anni)    | 115   | 4    | LA Galaxy        |
| 23 | P    | Sergio Rochet          | 23 marzo 1993 (29 anni)    | 8     | -2   | Nacional         |
| 24 | A    | Agustín Canobbio       | 1º ottobre 1998 (24 anni)  | 3     | 0    | Athl. Paranaense |
| 25 | C    | Manuel Ugarte          | 11 aprile 2001 (21 anni)   | 6     | 0    | Sporting Lisbona |
| 26 | D    | José Luis Rodríguez    | 14 marzo 1997 (25 anni)    | 0     | 0    | Nacional         |

### Corea del Sud
Commissario tecnico:  Paulo Bento
Lista dei convocati resa nota il 12 novembre 2022.
| N. | Pos. | Giocatore       | Data nascita (età)          | Pres. | Reti | Squadra              |
| -- | ---- | --------------- | --------------------------- | ----- | ---- | -------------------- |
| 1  | P    | Kim Seung-gyu   | 30 settembre 1990 (32 anni) | 67    | -47  | Al-Shabab            |
| 2  | D    | Yoon Jong-gyu   | 20 marzo 1998 (24 anni)     | 4     | 0    | Seoul                |
| 3  | D    | Kim Jin-su      | 13 giugno 1992 (30 anni)    | 61    | 2    | Jeonbuk Hyundai      |
| 4  | D    | Kim Min-jae     | 15 novembre 1996 (26 anni)  | 44    | 3    | Napoli               |
| 5  | C    | Jung Woo-young  | 14 dicembre 1989 (32 anni)  | 66    | 3    | Al-Sadd              |
| 6  | C    | Hwang In-beom   | 20 settembre 1996 (26 anni) | 37    | 4    | Olympiacos           |
| 7  | C    | Son Heung-min   | 8 luglio 1992 (30 anni)     | 104   | 35   | Tottenham            |
| 8  | C    | Paik Seung-ho   | 17 marzo 1997 (25 anni)     | 14    | 2    | Jeonbuk Hyundai      |
| 9  | A    | Cho Gue-sung    | 25 gennaio 1998 (24 anni)   | 16    | 4    | Jeonbuk Hyundai      |
| 10 | C    | Lee Jae-sung    | 10 agosto 1992 (30 anni)    | 64    | 9    | Magonza              |
| 11 | C    | Hwang Hee-chan  | 26 gennaio 1996 (26 anni)   | 49    | 9    | Wolverhampton        |
| 12 | P    | Song Bum-keun   | 15 ottobre 1997 (25 anni)   | 1     | 0    | Jeonbuk Hyundai      |
| 13 | C    | Son Jun-ho      | 12 maggio 1992 (30 anni)    | 15    | 0    | Shandong Taishan     |
| 14 | D    | Hong Chul       | 17 settembre 1990 (32 anni) | 46    | 1    | Daegu                |
| 15 | D    | Kim Moon-hwan   | 1º agosto 1995 (27 anni)    | 22    | 0    | Jeonbuk Hyundai      |
| 16 | A    | Hwang Ui-jo     | 28 agosto 1992 (30 anni)    | 49    | 16   | Olympiacos           |
| 17 | C    | Na Sang-ho      | 12 agosto 1996 (26 anni)    | 24    | 2    | Seoul                |
| 18 | C    | Lee Kang-in     | 19 febbraio 2001 (21 anni)  | 6     | 0    | Maiorca              |
| 19 | D    | Kim Young-gwon  | 27 febbraio 1990 (32 anni)  | 96    | 6    | Ulsan HD             |
| 20 | D    | Kwon Kyung-won  | 31 gennaio 1992 (30 anni)   | 28    | 2    | Gamba Osaka          |
| 21 | P    | Jo Hyeon-woo    | 25 settembre 1991 (31 anni) | 22    | -23  | Ulsan HD             |
| 22 | C    | Kwon Chang-hoon | 30 giugno 1994 (28 anni)    | 42    | 12   | Sangmu               |
| 23 | D    | Kim Tae-hwan    | 24 luglio 1989 (33 anni)    | 19    | 0    | Ulsan HD             |
| 24 | D    | Cho Yu-min      | 17 novembre 1996 (26 anni)  | 4     | 0    | Daejeon Hana Citizen |
| 25 | C    | Jeong Woo-yeong | 20 settembre 1999 (23 anni) | 9     | 2    | Friburgo             |
| 26 | C    | Song Min-kyu    | 12 settembre 1999 (23 anni) | 13    | 1    | Jeonbuk Hyundai      |

## Statistiche

### Età

#### Giocatori di movimento
- Più anziano:  Atiba Hutchinson (39 anni e 285 giorni)
- Più giovane:  Youssoufa Moukoko (18 anni)

#### Portieri
- Più anziano:  Alfredo Talavera (40 anni e 63 giorni)
- Più giovane:  Simon Ngapandouetnbu (19 anni e 222 giorni)

#### Capitani
- Più anziano:  Atiba Hutchinson (39 anni e 285 giorni)
- Più giovane:  Tyler Adams (23 anni e 279 giorni)

#### Allenatori
- Più anziano:  Louis van Gaal (71 anni e 104 giorni)
- Più giovane:  Lionel Scaloni (44 anni e 188 giorni)

### Giocatori per campionato
Le nazioni in grassetto partecipano al torneo.
I campionati di Inghilterra, Francia e Stati Uniti includono alcuni club rispettivamente da Galles, Monaco e Canada.
| Nazione             | Giocatori | Percentuale | Giocatori al di fuori della nazionale | Giocatori delle serie inferiori |
| ------------------- | --------- | ----------- | ------------------------------------- | ------------------------------- |
| Inghilterra         | 164       | 19,74%      | 139                                   | 30                              |
| Spagna              | 87        | 10,47%      | 69                                    | 3                               |
| Germania            | 80        | 9,63%       | 60                                    | 3                               |
| Italia              | 68        | 8,18%       | 68                                    | 3                               |
| Francia             | 57        | 6,86%       | 51                                    | 2                               |
| Stati Uniti         | 36        | 4,33%       | 27                                    | 0                               |
| Arabia Saudita      | 35        | 4,21%       | 9                                     | 2                               |
| Qatar               | 33        | 3,97%       | 7                                     | 0                               |
| Belgio              | 25        | 3,01%       | 20                                    | 1                               |
| Messico             | 23        | 2,77%       | 7                                     | 0                               |
| Paesi Bassi         | 19        | 2,29%       | 7                                     | 0                               |
| Portogallo          | 19        | 2,29%       | 12                                    | 0                               |
| Turchia             | 19        | 2,29%       | 19                                    | 0                               |
| Costa Rica          | 17        | 2,05%       | 0                                     | 0                               |
| Corea del Sud       | 14        | 1,68%       | 0                                     | 1                               |
| Grecia              | 13        | 1,56%       | 13                                    | 0                               |
| Scozia              | 12        | 1,44%       | 12                                    | 0                               |
| Giappone            | 10        | 1,20%       | 3                                     | 2                               |
| Iran                | 9         | 1,08%       | 0                                     | 0                               |
| Svizzera            | 9         | 1,08%       | 4                                     | 0                               |
| Australia           | 8         | 0,96%       | 0                                     | 0                               |
| Danimarca           | 8         | 0,96%       | 6                                     | 1                               |
| Tunisia             | 8         | 0,96%       | 0                                     | 0                               |
| Brasile             | 7         | 0,84%       | 4                                     | 0                               |
| Croazia             | 7         | 0,84%       | 1                                     | 0                               |
| Argentina           | 6         | 0,72%       | 5                                     | 0                               |
| Austria             | 4         | 0,48%       | 4                                     | 0                               |
| Polonia             | 4         | 0,48%       | 1                                     | 0                               |
| Ecuador             | 4         | 0,48%       | 0                                     | 1                               |
| Marocco             | 3         | 0,36%       | 0                                     | 0                               |
| Serbia              | 3         | 0,36%       | 2                                     | 0                               |
| Uruguay             | 3         | 0,36%       | 0                                     | 0                               |
| Camerun             | 2         | 0,24%       | 0                                     | 0                               |
| Cina                | 2         | 0,24%       | 2                                     | 0                               |
| Cipro               | 2         | 0,24%       | 2                                     | 0                               |
| Egitto              | 2         | 0,24%       | 2                                     | 0                               |
| Ghana               | 2         | 0,24%       | 0                                     | 0                               |
| Kuwait              | 2         | 0,24%       | 2                                     | 0                               |
| Russia              | 2         | 0,24%       | 2                                     | 0                               |
| Colombia            | 1         | 0,12%       | 1                                     | 0                               |
| Ungheria            | 1         | 0,12%       | 1                                     | 0                               |
| Emirati Arabi Uniti | 1         | 0,12%       | 1                                     | 0                               |
| Total               | 831       | 100%        | 564 (67,87%)                          | 49 (5,90%)                      |

- Il Qatar (nazionale ospitante) e l'Arabia Saudita sono le uniche nazionali composte interamente da giocatori provenienti dai propri campionati nazionali.
- Il Senegal è composto interamente da giocatori provenienti da campionati stranieri. Il campionato senegalese è l'unico, tra quelli delle nazionali partecipanti al campionato mondiale, a non avere giocatori convocati.
- Due nazionali (Argentina e Serbia) hanno un solo giocatore proveniente dal proprio campionato nazionale.
- Il Brasile è la nazionale che ha più giocatori provenienti da un unico campionato straniero, con 12 giocatori provenienti dal campionato inglese.
- Tra le nazionali non partecipanti al campionato mondiale, il campionato italiano è quello che ha fornito più giocatori, 68.

### Giocatori per club
Sono considerati solo i club con almeno 10 giocatori convocati.
| Giocatori | Club                                                          |
| --------- | ------------------------------------------------------------- |
| 17        | Barcellona                                                    |
| 16        | Bayern Monaco Manchester City                                 |
| 15        | Al-Sadd                                                       |
| 14        | Manchester Utd                                                |
| 13        | Real Madrid                                                   |
| 12        | Al-Hilal Atlético Madrid Chelsea                              |
| 11        | Ajax Borussia Dortmund Juventus Paris Saint-Germain Tottenham |
| 10        | Arsenal Siviglia                                              |

### Giocatori per confederazione del club
| Confederazione | Giocatori | Percentuale |
| -------------- | --------- | ----------- |
| UEFA           | 603       | 72,56%      |
| AFC            | 113       | 13,60%      |
| CONCACAF       | 76        | 9,15%       |
| CONMEBOL       | 21        | 2,53%       |
| CAF            | 17        | 2,05%       |
| OFC            | 0         | 0,00%       |

### Età media delle nazionali
| Età media | Nazionali |
| --------- | --- |
| 24        | Ghana |
| 25        | Ecuador, Spagna, Stati Uniti |
| 26        | Camerun, Canada, Inghilterra, Francia, Germania, Marocco, Paesi Bassi, Portogallo, Qatar, Senegal, Serbia, Galles                                   |
| 27        | Argentina, Australia, Belgio, Brasile, Costa Rica, Croazia, Danimarca, Giappone, Polonia, Arabia Saudita, Corea del Sud, Svizzera, Tunisia, Uruguay |
| 28        | Iran, Messico |

### Allenatori per nazione
Gli allenatori in grassetto rappresentano la propria nazionale.
| Numero | Nazione     | Allenatori                                                          |
| ------ | ----------- | ------------------------------------------------------------------- |
| 3      | Argentina   | Gustavo Alfaro (Ecuador), Gerardo Martino (Messico), Lionel Scaloni |
| 3      | Portogallo  | Paulo Bento (Corea del Sud), Carlos Queiroz (Iran), Fernando Santos |
| 3      | Spagna      | Luis Enrique, Roberto Martínez (Belgio), Félix Sánchez (Qatar)      |
| 2      | Inghilterra | John Herdman (Canada), Gareth Southgate                             |
| 2      | Francia     | Didier Deschamps, Hervé Renard (Arabia Saudita)                     |
| 1      | Australia   | Graham Arnold                                                       |
| 1      | Brasile     | Tite                                                                |
| 1      | Camerun     | Rigobert Song                                                       |
| 1      | Croazia     | Zlatko Dalić                                                        |
| 1      | Colombia    | Luis Fernando Suárez (Costa Rica)                                   |
| 1      | Danimarca   | Kasper Hjulmand                                                     |
| 1      | Germania    | Hans-Dieter Flick                                                   |
| 1      | Ghana       | Otto Addo                                                           |
| 1      | Giappone    | Hajime Moriyasu                                                     |
| 1      | Marocco     | Hoalid Regragui                                                     |
| 1      | Paesi Bassi | Louis van Gaal                                                      |
| 1      | Polonia     | Czesław Michniewicz                                                 |
| 1      | Senegal     | Aliou Cissé                                                         |
| 1      | Serbia      | Dragan Stojković                                                    |
| 1      | Svizzera    | Murat Yakın                                                         |
| 1      | Tunisia     | Jalel Kadri                                                         |
| 1      | Stati Uniti | Gregg Berhalter                                                     |
| 1      | Uruguay     | Diego Alonso                                                        |
| 1      | Galles      | Robert Page                                                         |